# Scoția
Scoția (în engleză Scotland, pronunțat /ˈskɒt.lənd/; scris la fel în scots și pronunțat /ˈskɔt.lənd/; în gaelică scoțiană Alba, pronunțat /ˈal̪ˠapə/ ⓘ) este o țară ce face parte din Regatul Unit și acoperă treimea de nord a insulei Marea Britanie. Se învecinează cu Anglia la sud, și este înconjurată de Oceanul Atlantic, cu Marea Nordului la est și cu Canalul de Nord⁠(d) și Marea Irlandei la sud-vest. În plus față de partea de pe insula Marea Britanie, țara este formată din peste 790 de insule, între care Northern Isles⁠(d) și Hebride⁠(d).
Regatul Scoției a apărut ca stat suveran  independent în Evul Mediu Timpuriu și a continuat să existe până la 1707. Prin moștenire, în 1603, Iacob al VI-lea, regele Scoției, a devenit rege al Angliei și al Irlandei⁠(d), formând astfel o uniune personală a celor trei regate⁠(d). Ulterior, Scoția a intrat într-o uniune politică⁠(d) cu Regatul Angliei la 1 mai 1707 pentru a crea noul Regat Unit al Marii Britanii. (Tratatul de Uniune⁠(d) a fost convenit în 1706 și adoptat de către Legile de Uniune din 1707⁠(d), adoptate de Parlamentele celor două regate, în ciuda opoziției și revoltelor anti-uniune din Edinburgh, Glasgow, și din alte părți.) Uniunea a creat și noul Parlament al Marii Britanii, care a înlocuit atât Parlamentul Scoției⁠(d) cât și Parlamentul Angliei⁠(d). (În 1801, Marea Britanie în sine a intrat într-o uniune politică cu Regatul Irlandei pentru a crea Regatul Unit al Marii Britanii și Irlandei; Parlamentul Irlandei⁠(d) a fuzionat cu cel al Marii Britanii pentru a forma Parlamentul Regatului Unit. De la crearea Statului Liber Irlandez în 1922, Regatul Unit cuprinde Marea Britanie și Irlanda de Nord).
În Scoția, monarhia Regatului Unit⁠(d) a continuat să utilizeze o varietate de stiluri, titluri și alte simboluri regale ale statalității specifice Regatului Scoției dinaintea uniunii. Sistemul juridic din Scoția a rămas, de asemenea, separat de față de cel din Anglia și Țara Galilor⁠(d) și față de cel din Irlanda de Nord⁠(d); Scoția constituie o jurisdicție distinctă în dreptul public și în cel privat. Continuarea existenței instituțiilor juridice, educaționale, religioase și ale altora, distincte față de cele din restul Regatului Unit, au contribuit cu toate la continuarea culturii și identității naționale scoțiene după uniunea cu Anglia din  1707.
Edinburgh, capitala țării și al doilea oraș ca mărime, a fost centrul iluminismului scoțian⁠(d) din secolul al XVIII-lea, care a transformat Scoția într-una dintre puterile comerciale, intelectuale și industriale ale Europei. Glasgow, cel mai mare oraș din Scoția, era odinioară unul dintre cele mai de seamă orașe industriale din lume și acum se află în centrul conurbațieiGreater Glasgow⁠(d). Alte mari zone urbane sunt Aberdeen și Dundee. Apele scoțiene constau dintr-un sector mare al Atlanticului de Nord și din Marea Nordului, care conține cele mai mari rezerve de petrol din Uniunea Europeană. Din această cauză, Aberdeen, al treilea oraș din Scoția, este supranumit „capitala petroliferă a Europei”.
În urma unui referendum⁠(d), în 1997, s-a reînființat un Parlament Scoțian⁠(d), sub forma unui parlament unicameral deconcentrat⁠(d), cu 129 de membri, având autoritate peste multe domenii ce țin de politica internă. Partidul Național Scoțian (SNP), care susține independența Scoției⁠(d), a câștigat o majoritate absolută în alegerile legislative din 2011 și hotărât organizarea unui referendum pentru independență, care a avut loc la 18 septembrie 2014; o majoritate de 55% la 45% a respins independența cu o prezență la vot⁠(d) de 85%. După ce Partidul Conservator a câștigat o majoritate absolută în alegerile generale britanice din 2015⁠(d), a organizat un referendum privind apartenența Regatului Unit la Uniunea Europeană care a avut loc la 23 iunie 2016; în Scoția, o majoritate de 62% la 38% a respins retragerea din UE cu o prezență la vot de 67%, iar guvernul analizează reorganizarea referendumului pentru independență în 2018. Scoția este reprezentată în Parlamentul Regatului Unit de 59 de deputați și în Parlamentul European de 6 deputați. Scoția este, de asemenea, membră a Consiliului Britanico–Irlandez⁠(d) și a  Adunării Parlamentare Britanico-Irlandeze⁠(d).

## Istorie

### Etimologie
Denumirea de "Scoția" vine de la Scoti⁠(d), denumirea latină a gaelilor⁠(d). Cuvântul Scotia („Țara Gaelilor”) din latina târzie a fost inițial folosit cu referire la Irlanda. Cel târziu în secolul al XI-lea, denumirea de Scotia a fost folosită cu referire la teritoriul (locuit predominant de vorbitori de gaelică) scoțian de la nord de râul Forth⁠(d), alături de denumirile Albania sau Albany, ambele derivate din termenul gaelic Alba. Utilizarea cuvintelor din familia Scoția pentru a cuprinde tot ceea ce este astăzi Scoția, a devenit comună abia în Evul Mediu Târziu⁠(d).

### Istoria timpurie
Repetatele glaciațiuni care au acoperit întregul pământ al Scoției moderne, au distrus orice urme de locuire umană care ar fi putut exista înainte de perioada mezoliticului. Se crede că primele grupuri post-glaciale de vânători-culegători au ajuns în Scoția acum circa 12.800 de ani, când stratul de gheață s-a retras după ultima glaciațiune⁠(d).

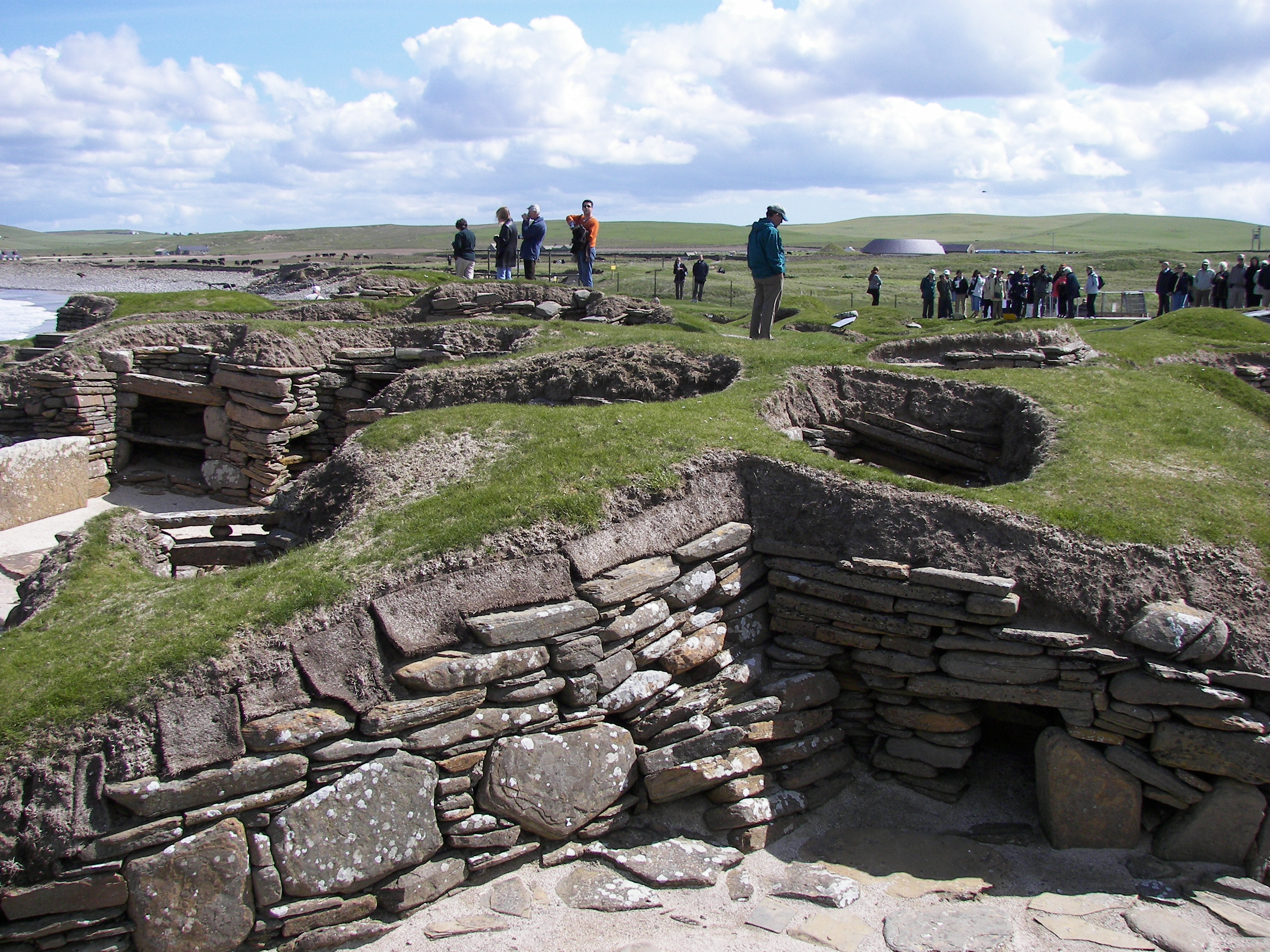
, o așezare neolitică, situată pe coasta de vest a.

Grupurile de coloniști a început construirea primei permanente cunoscute case pe pământ Scoțian în jurul valorii de acum 9500 de ani, iar primele sate în jur de 6.000 de ani în urmă. Bine conservat sat din Skara Brae pe continent din Orkney datează din această perioadă. Neolitic locuire, de înmormântare și de ritual site-uri sunt deosebit de frecvente și bine conservate din Nordul Ostroavele și Insulele de Vest, în cazul în care o lipsă de copaci au dus la cele mai multe structuri fiind construit din piatră locală.
Descoperirea în 2009 în Scoția a unui mormânt de 4000 de ani cu tezaur la Forteviot⁠(d), în apropiere de Perth, capitala unui regat al picților Britanie din secolele al VIII-lea-al IX-lea e.n., este unică în Marea Britanie. Acesta conține rămășițele unei căpetenii din Epoca Bronzului timpuriu așezate pe pietricele de cuarț alb și coajă de mesteacăn. De asemenea, s-a descoperit pentru prima dată că oamenii din Epoca Bronzului timpuriu puneau flori pe morminte.
Este posibil ca Scoția să fi făcut parte dintr-o cultură comercială maritimă din Epoca Bronzului Târziu, numită Epoca Bronzului Atlantică⁠(d), care cuprindea formațiuni statale celtice din zonele care au devenit Anglia, Franța, Spania și Portugalia. În iarna anului 1850, o furtună puternică a lovit Scoția, cauzând pagube însemnate și peste 200 de morți. În Golful Skaill, furtuna a îndepărtat pământul de pe un knoll mare, neregulat, cunoscut sub numele de „Skerrabra”. Când furtuna s-a liniștit, localnici au găsit conturul unui sat, constând dintr-un număr mic de case fără acoperișuri. William Watt de Skaill, Laird⁠(d) local, a început o campanie amatoricească de excavare a sitului, dar după descoperirea a patru case, lucrările au fost abandonate în 1868. Situl a rămas netulburat până în 1913, când în timpul unui singur week-end-ul a fost jefuit de un grup de oameni cu lopeți care a luat o cantitate necunoscută de artefacte. În 1924, o altă furtună a dărâmat o parte din una din case și s-a stabilit ca situl să fie asigurat și cercetat mai serios. Lucrările au fost încredințate profesorului Vere Gordon Childe⁠(d) de la Universitatea din Edinburgh, care a călătorit în Skara Brae pentru prima dată la mijlocul anului 1927.

### Influența romană
Protoistoria⁠(d) scrisă a Scoției a început cu sosirea Imperiului Roman în partea sudică și centrală a Marii Britanii, când romanii au ocupat ceea ce este acum Anglia și Țara Galilor, administrându-le sub o provincie numită Britannia. Au existat invazii și scurte ocupații romane ale sudului Scoției.

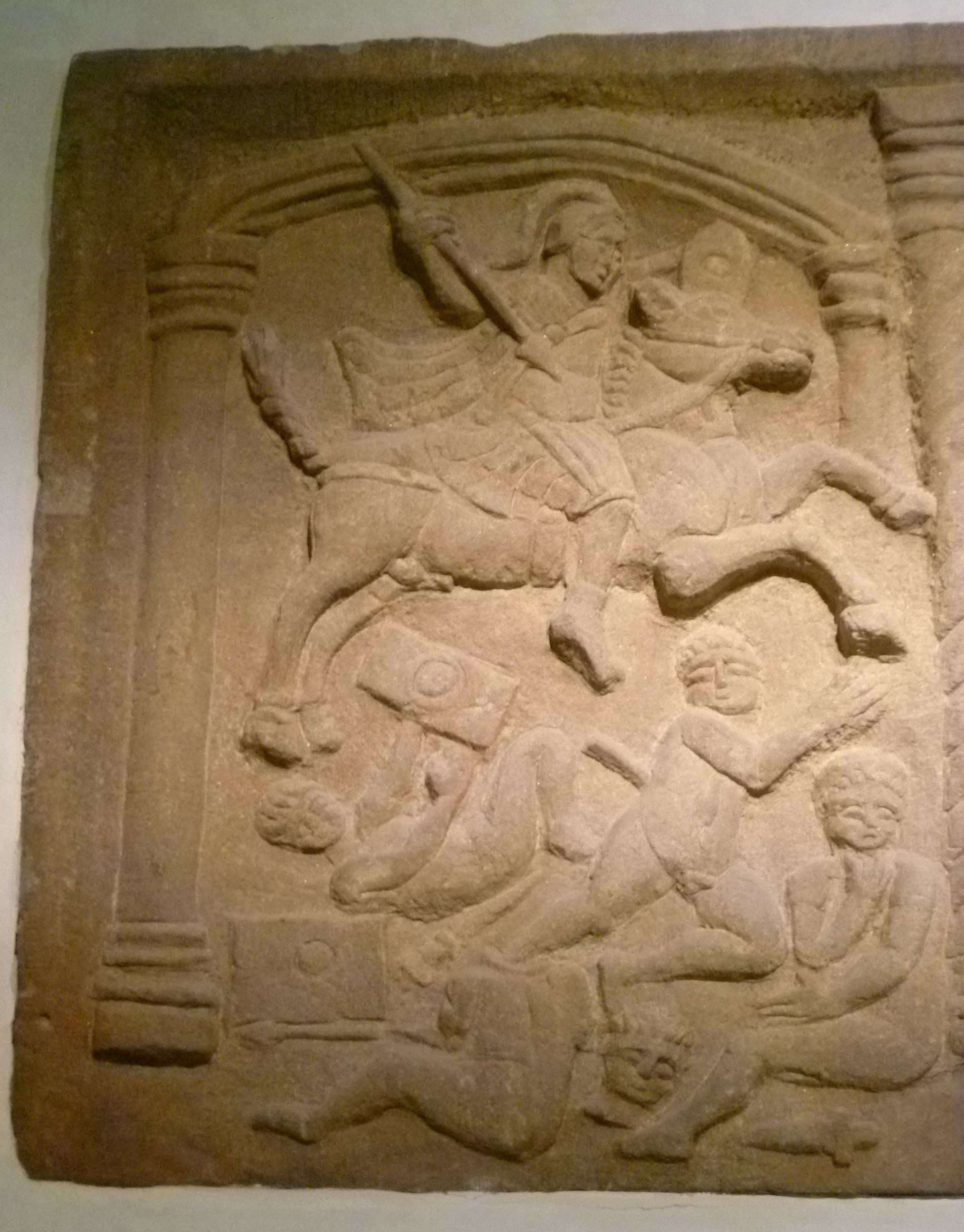
Tăbliță găsită în, datată cca. 142 e.n. reprezentând un călăreț roman trecând peste picți. Astăzi la

Conform istoricului roman Tacitus, caledonii „au recurs la rezistența armată pe scară mare”, atacând castrele romane și ducând lupte sporadice cu legiunile. Într-un atac-surpriză nocturn, caledonii erau aproape să distrugă în întregime Legiunea a 9-a⁠(d), până când aceasta a fost salvată de către cavaleria lui Agricola.
În anii 83-84 e.n., generalul Gnaeus Julius Agricola⁠(d) i-a învins pe caledoni în bătălia de la Mons Graupius. Tacitus scria că, înainte de luptă, conducătorul caledonilor, Calgacus, a ținut un vibrant discurs în care a spus despre poporul său că este „ultimul liber” și i-a acuzat pe romani că „prefac lumea într-un pustiu și numesc pustiul «pace»” (traducere liberă). După victoria romanilor, au fost înființate pentru scurt timp castre romane de-a lungul crestei Gask⁠(d) aproape de linia Highlandului⁠(d) (numai Cawdor⁠(d), în apropiere de Inverness, este cunoscut a fi fost construit dincolo de acea linie). După trei ani de lupte, armatele romane s-au retras în sudul zonei montane⁠(d).
Romanii au ridicat zidul lui Hadrian pentru a controla triburile de pe ambele părți ale acestuia. Astfel, Limes Britannicus⁠(d) a devenit granița de nord a Imperiului Roman; deși armata a apărat și zidul lui Antoninus, aflat mai la nord, în Câmpia Centrală⁠(d), timp de două scurte perioade – ultima în timpul domniei împăratului Septimius Severus între 208 și 210.
Ocupația militară romană a unei părți semnificative a ceea ce este acum nordul Scoției a durat doar aproximativ 40 de ani; deși influența lor în partea de sud a țării, ocupate de triburile britone, cum ar fi votadinii⁠(d) și Damnonii⁠(d), ar fi fost încă considerabilă între secolele I și al V-lea. Termenul galez termen Hen Ogledd („Vechiul Nord”) este folosit de istorici pentru a descrie ceea ce este acum nordul Angliei și sudul Scoției în timpul locuirii sale de popoare vorbitoare de limbi britonice în jurul anilor 500 până la 800. Conform scrierilor din secolele al IX-lea și al X-lea, regatul gaelic⁠(d) Dál Riata a fost întemeiat în secolul al VI-lea în vestul Scoției. Punctul de vedere „tradițional” este că acesta a fost întemeiat de coloniști din Irlanda care au adus cu ei cultura și limba gaelică. Cu toate acestea, unii arheologi au contrazis acest punct de vedere, declarând că nu există dovezi arheologice sau toponimice ale unei migrări sau a unei cuceriri de către un mic grup de elite.

### Evul Mediu

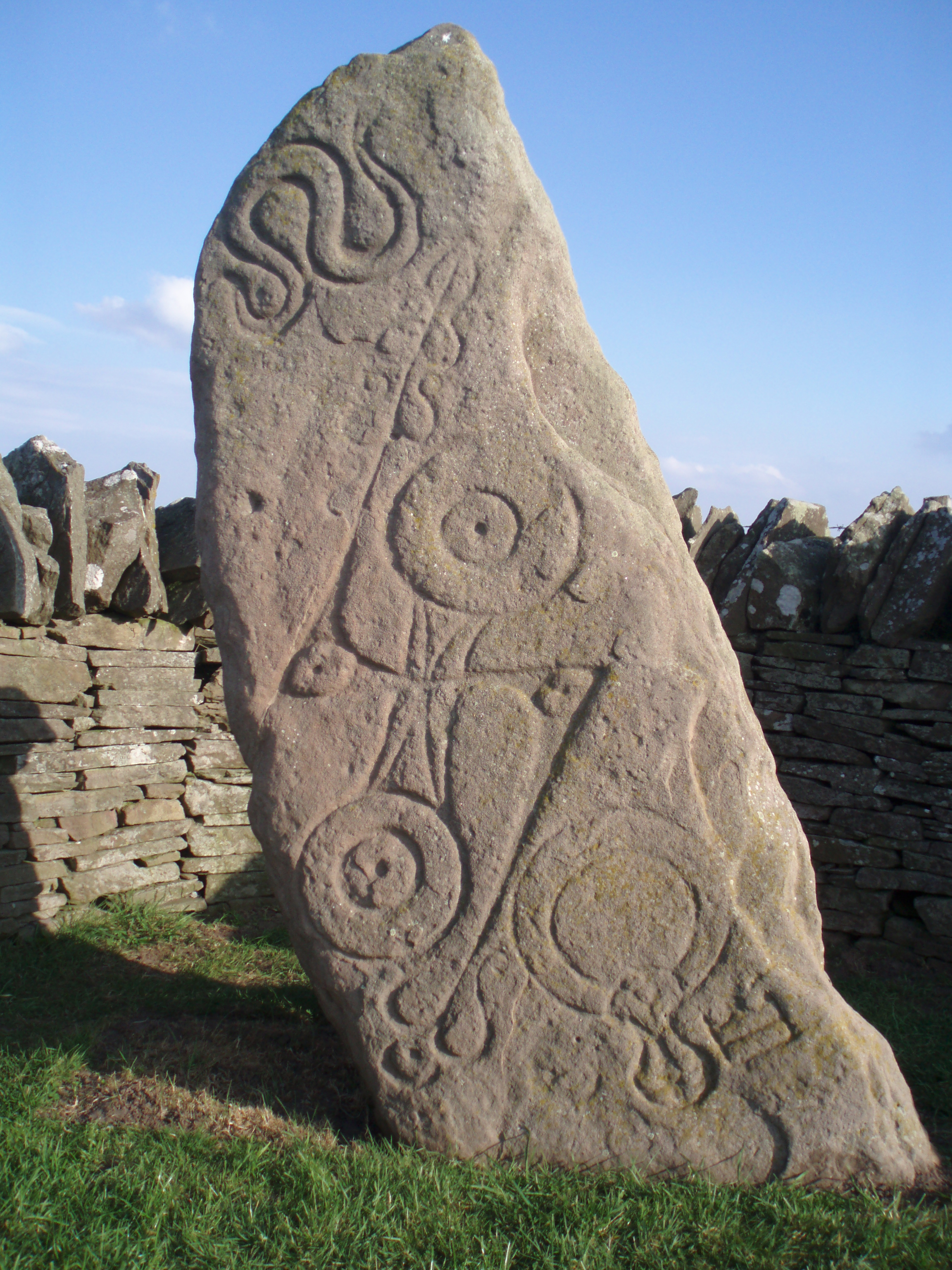
Piatra pictă de clasă I de la Aberlemno, cunoscută sub numele de Aberlemno 1 sau Piatra Șarpe.

Regatul Picților (cu centrul în Fortriu⁠(d) în secolul al VI-lea) a fost statul care în cele din urmă a devenit cunoscut sub numele de „Alba” sau „Scoția”. Dezvoltarea „Picției”, conform modelului istoric dezvoltat de Peter Heather⁠(d), a fost un răspuns natural la imperialismul roman. Un alt punct de vedere pune accentul pe bătălia de Dun Nechtain, și pe domnia lui Bridei m. Beli (671-693), cu o altă perioadă de consolidare în timpul domniei lui Óengus mac Fergusa (732-761).
Regatul Picților așa cum se prezenta el la începutul secolului al VIII-lea, când scria Bede, era în mare parte aceleași ca și regatul Scoției în timpul domniei lui Alexandru I (1107-1124). Cu toate acestea, până în secolul al zecelea, regatul pict a fost dominat de ceea ce se poate identifica drept cultură gaelică, și își dezvoltase o legendă tradițională, a unei cuceriri irlandeze în jurul strămoșului dinastiei regale contemporane, Cináed mac Ailpín (Kenneth MacAlpin).
De la o bază teritorială din estul Scoției, la nord de râul Forth și la sud de râul Oykel, regatul a cucerit ținuturile situate la nord și sud. Prin secolul al XII-lea, regii din Alba și-au adăugat la teritorii și zonele anglofone din sud-est și au dobândit suzeranitate asupra teritoriilor Galloway (vorbitor de gaelică) și Caithness (vorbitor de nordică). La sfârșitul secolului al XIII-lea, regatul ajunsese aproximativ la frontierele sale moderne. Cu toate acestea, schimbările din procesele culturale și economice apărute începând cu secolul al XII-lea au făcut ca Scoția să arate foarte diferit în Evul Mediu târziu.
Imboldul pentru această schimbare a fost domnia lui David I și Revoluția Davidiană⁠(d). Feudalismul, reorganizarea guvernului și primele orașe legal recunoscute (numite burghuri⁠(d)) își au începuturile în această perioadă. Aceste instituții, împreună cu imigrația cavalerilor și clericilor francezi și anglo-francezi, a facilitat osmoza culturală, prin care cultura și limba zonelor joase de coastă și ale unor părți din  teritoriul inițial al regatului din partea de est au devenit, ca și sud-estul proaspăt cucerit, anglofone, în timp ce restul țării a păstrat limba gaelică, cu excepția insulelor nordice Orkney și Shetland, care au rămas sub dominație nordică până în 1468. Statul scoțian a trecut printr-o perioadă de succese și stabilitate între secolele al XII-lea și al XIV-lea, caracterizate prin relații relativ pașnice cu Anglia, prin legături comerciale și de învățământ bine dezvoltate cu Continentul. La apogeul acestei înfloriri culturale, John Duns Scotus era unul dintre cei mai importanți și influenți filosofi.

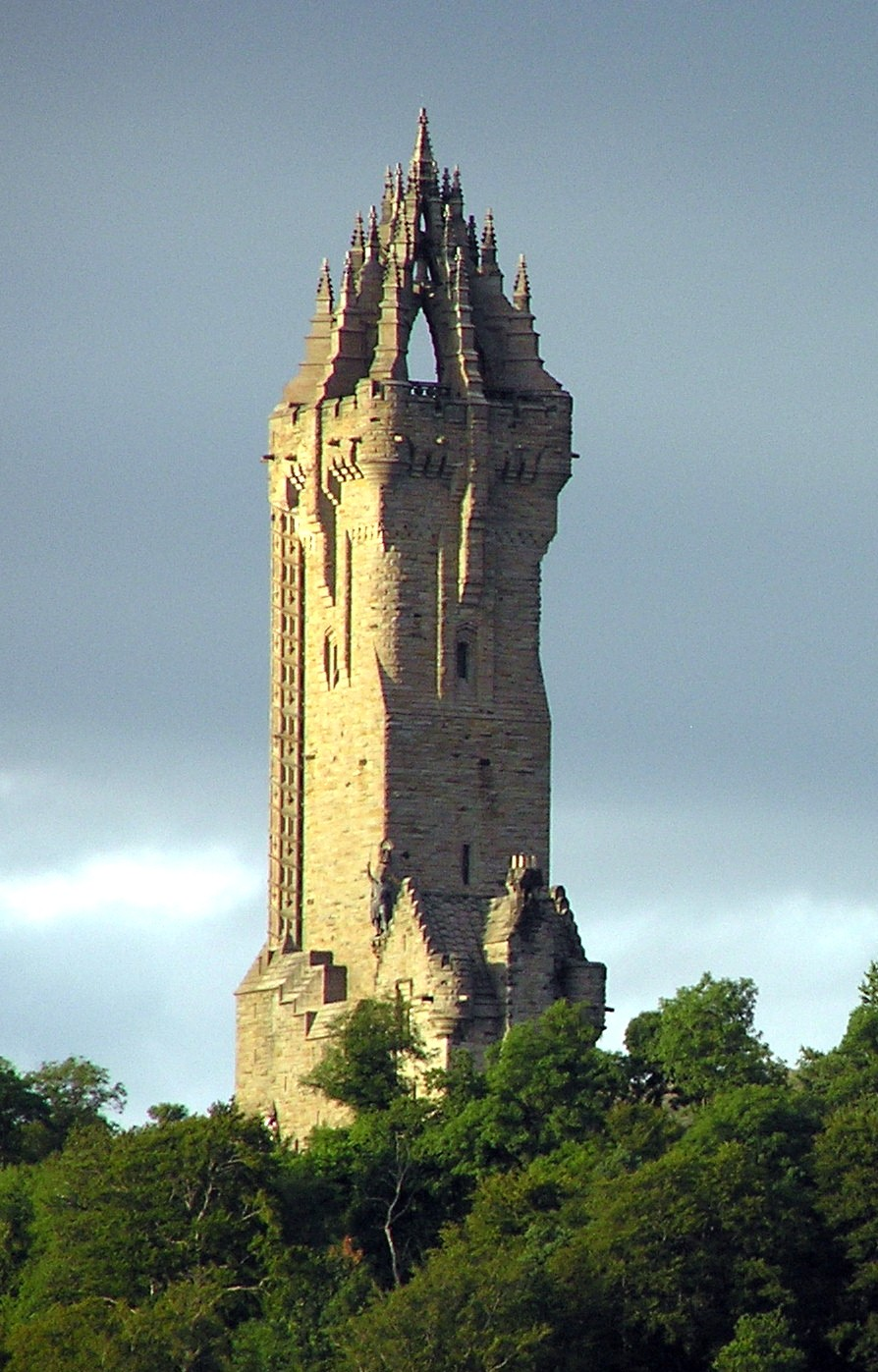
Monumentul Wallace îl comemorează William Wallace, erou național scoțian din secolul al XIII-lea.

Moartea lui Alexandru al III-lea , în luna martie 1286, urmată de cea a nepoatei lui, Margaret, domnița Norvegiei, a rupt linia de succesiune veche de secole a regilor Scoției și a întrerupt subit cei 200 de ani de epocă de aur începuți cu David I. Edward I al Angliei a fost rugat să arbitreze între pretendenții coroanei scoțiene coroana, și a organizat un proces cunoscut sub numele de Marea Cauză⁠(d) pentru a identifica cel mai legitim pretendent. John of Scotland⁠(d) a fost declarat rege în Sala Mare a Castelului Berwick⁠(d) pe 17 noiembrie 1292 și a fost încoronat la Scone⁠(d) pe 30 noiembrie, de Sfântul Andrei. Edward I, care își negociase recunoașterea ca suzeran suprem al Scoției, superior feudal al ținutului, a subminat în mod constant autoritatea lui John. În 1294, Balliol și alți nobili scoțieni au refuzat cererile lui Edward de a servi în armata lui împotriva francezilor. În schimb, parlamentul scoțian a trimis soli în Franța să negocieze o alianță. Scoția și Franța au încheiat pe 23 octombrie 1295 un tratat cunoscut sub numele de Auld Alliance⁠(d) (1295-1560). A urmat războiul și regele John a fost detronat de Edward, care a preluat personal controlul asupra Scoției. Andrew Moray⁠(d) și William Wallace au devenit rapid principalii lideri ai rezistenței față de dominația engleză în ceea ce a devenit cunoscut sub numele de Războaiele Scoțiene de Independență⁠(d) (1296-1328).
Natura luptei s-a schimbat în mod semnificativ atunci când Robert de Bruce, Conte de Carrick, l-a ucis rivalul său John Comyn⁠(d) pe 10 februarie 1306 la Greyfriars Kirk⁠(d) în Dumfries⁠(d). El a fost încoronat rege (cu numele Robert I) după mai puțin de șapte săptămâni. Robert s-a luptat ca rege pentru a restabili independența Scoției timp de peste 20 de ani, începând prin a recuceri Scoția de la invadatorii normanzi englezi, bucată cu bucată. Victoria din bătălia de la Bannockburn din 1314 a demonstrat că scoțienii și-au recăpătat controlul asupra regatului lor. În 1315, Edward Bruce⁠(d), fratele Regelui, a fost pentru scurt timp proclamat rege al Irlandei⁠(d) în timpul unei invazii scoțiene nereușite a Irlandei, care viza consolidarea poziției Scoției în războaiele sale împotriva Angliei. În 1320, prima declarație de independență din lume atestată documentar, Declarația de la Arbroath⁠(d), a câștigat sprijinul Papei Ioan al XXII-lea, ceea ce duce la recunoașterea legală a suveranității scoțiene de către coroana engleză.
Cu toate acestea, războaiele cu Anglia au continuat timp de mai multe decenii după moartea lui Bruce. Un război civil între dinastia Bruce și vechii rivalii ai acesteia, Comyn-Balliol, a durat până la mijlocul secolului al XIV-lea. Deși dinastia Bruce a ieșit victorioasă, David al II-lea nu avea un moștenitor, ceea ce i-a permis nepotului lui pe jumătate, Robert al II-lea, să urce la tron și să întemeieze dinastia Stewart. Stewarții au domnit în Scoția tot restul Evului Mediu. Sub ei, țara a trecut printr-o perioadă de mare prosperitate de la sfârșitul secolului al XIV-lea, de-a lungul Renașterii Scoțiene până la Reformă⁠(d), aceasta în ciuda unui permanent război cu Anglia, a creșterii diviziunii între Highlands⁠(d) (zona deluroasă din nord) și Lowlands⁠(d) (șesul din sud), și un număr mare de regi copii.
Această perioadă a fost apogeul alianței franco-scoțiene. Garda Scoțiană – la Garde Écossaise – a fost înființată în 1418 de Carol al VII-lea al Franței. Soldații scoțieni din Garde Écossaise au luptat alături de Ioana d'Arc împotriva Angliei în Războiul de o Sută de Ani. În martie 1421, o forță franco-scoțiană condusă de John Stewart, al 2-lea conte de Buchan⁠(d), și Gilbert de Lafayette, a învins o armată engleză mai numeroasă în bătălia de la Baugé. Trei ani mai târziu, în bătălia de Verneuil, francezii și scoțienii au pierdut in jur de 7000 de oameni. Intervenția scoțiană a contribuit la victoria Franței în război.

### Începutul Erei Moderne
În 1502, Iacob al IV-lea al Scoției⁠(d) a semnat Tratatul de Pace Perpetuă⁠(d) cu Henric al VII-lea al Angliei. De asemenea, el s-a căsătorit cu fiica lui Henric, Margaret Tudor, pregătind viitoarea Uniune a Coroanelor⁠(d). Pentru Henric, intrarea prin căsătorie într-una dintre cele mai așezate familii regale a conferit legitimitate noii dinastii regale Tudor. Un deceniu mai târziu, Iacob a luat fatidica hotărâre de a invada Anglia pentru a sprijini Franța în conformitate cu Auld Alliance⁠(d). El a fost ultimul monarh britanic care a murit în luptă, la bătălia de la Flodden⁠(d). După o generație, Auld Alliance a fost denunțată prin tratatul de la Edinburgh⁠(d). Franța a acceptat să-și retragă toate forțele  terestre și navale. În același an, 1560, John Knox și-a îndeplinit obiectivul de a face din Scoția o țară protestantă, și parlamentul Scoțian a revocat autoritatea papală în Scoția. Mary, Regina Scoției, catolică și fostă regină a Franței, a fost forțată să abdice în 1567.
În 1603, Iacob al VI-lea, regele Scoției, a moștenit tronul Regatului Angliei și Regatului Irlandei, și a devenit regele Iacob I al Angliei și al Irlandei, și a plecat de la Edinburgh la Londra. Cu excepția unei perioade scurte de sub Protectorat, Scoția a rămas stat separat, dar a existat un considerabil conflict între coroană și covenantiști⁠(d) pe tema formei de guvernare eclesiastică. Revoluția Glorioasă din 1688-89 a dus la răsturnarea puterii regelui Iacob al VII-lea al Scoției și al II-lea al Angliei de către Parlamentul englez în favoarea lui William și Mary⁠(d).
Împreună cu țări precum Franța, Norvegia, Suedia și Finlanda, Scoția a trecut printr-o foamete în 1690. Mortalitatea mare, natalitatea scăzută și emigrația au redus populația din unele părți ale țării, cu 10 până la 15%.
În 1698, Company of Scotland⁠(d) a încercat un proiect de a pune la punct o colonie comercială la Istmul Panama. Aproape fiecare proprietar de pământ scoțian care a avut bani puși deoparte a investit în schema Darien⁠(d). Eșecul acesteia a dus la scăpătarea acestor latifundiari, dar nu și la sărăcirea orașelor. Cu toate acestea, nobilii scăpătați, împreună cu pericolul invaziei engleze, a jucat un rol important în a convinge elita scoțiană să accepte unirea cu Anglia.
La 22 iulie 1706, Tratatul de Uniune⁠(d) a fost convenit între reprezentanții Parlamentului Scoției⁠(d) și ai Parlamentului Angliei⁠(d) și, în anul următor, Legile de Uniune au fost adoptate de ambele parlamente pentru a crea Regatul Unit al Marii Britanii, începând de la 1 mai 1707.

### Secolul al XVIII-lea

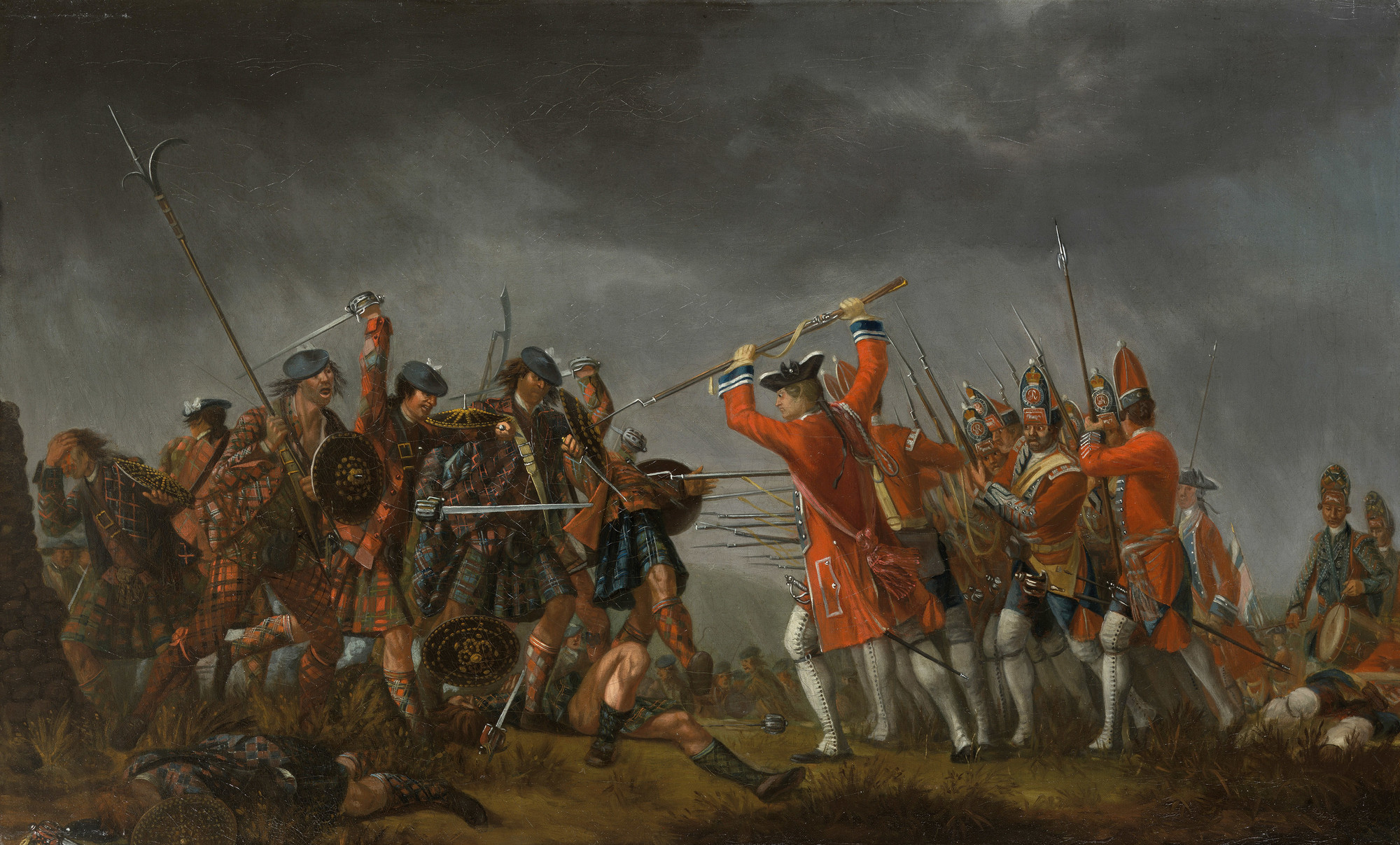
Ilustrație de David Morier a.

Cum taxele comerciale vamale cu Anglia erau acum desființate, comerțul a înflorit, în special cu America Colonială. Clipperele aparținând mogulilor tutunului din Glasgow erau cele mai rapide nave pe traseul către Virginia. Până la Războiul de Independență din 1776, Glasgow a fost cel mai mare port din lume la comerțul cu tutun. Diferențele între averile clasei negustorilor din Lowlands⁠(d) și ale vechilor clanuri din Highlands⁠(d) s-au adâncit, amplificând secole de diviziune.
Pretendenții detronați, din ramura Stuart iacobită⁠(d) au rămas populari în Highlands și în nord-est, în special în rândul populației care nu era prezbiteriană, între care se numărau romano-catolicii și protestanții adepți ai Bisericii Episcopale⁠(d) (anglicanii scoțieni). Cu toate acestea, două mari răscoale iacobite⁠(d) declanșate în 1715 și 1745 nu au reușit să înlăture dinastia de Hanovra de pe tronul Britanic. Amenințarea răscoalelor iacobite pentru Regatul Unit și pentru monarhi s-a încheiat efectiv cu bătălia de la Culloden⁠(d), Marea Britanie este ultima luptă de câmp⁠(d) din istoria Marii Britanii. Această înfrângere a deschis calea pentru transferuri de populație indigenă pe scară largă din Highlands și din Insule, denumiteHighland Clearances⁠(d).
Iluminismul Scoțian⁠(d) și Revoluția Industrială au făcut din Scoția un centru intelectual, industrial și comercial–într-atât încât Voltaire spunea: „În Scoția căutăm toate ideile noastre de civilizație.” După dispariția iacobitismului și acceptarea Uniunii, mii de scoțieni, în principal lowlanderi, au ocupat numeroase poziții de putere în politică, administrație publică, armată și marină, comerț, economie, colonii, întreprinderi și alte domenii în tot Imperiul Britanic emergent. Istoricul Neil Davidson observa că „după 1746, a existat un nivel cu totul nou de participare a scoțienilor la viața politică, în special în afara Scoției.” Davidson precizează, de asemenea, că „departe de a fi «periferică» în economia britanică, Scoția – sau, mai precis, Lowlandul – s-a aflat în centrul său."

### Secolul al XIX-lea
Legea Scoțiană de Reformă din 1832⁠(d) a crescut numărul de parlamentari scoțieni și a extins drepturile politice asupra a mare parte din clasa de mijloc. De la mijlocul secolului, au început să crească vocile ce solicitau autonomia Scoției, și ca urmare a fost reînființată funcția de secretar de stat pentru Scoția⁠(d). Spre sfârșitul secolului, printre prim-miniștrii britanici de origine scoțiană s-au numărat William E. Gladstone și contele de Rosebery. Spre sfârșitul secolului al XIX-lea, importanța crescândă a clasei muncitoare a fost marcată de succesul lui Keir Hardie în alegerile parțiale din Mid Lanarkshire, 1888⁠(d), care au dus la întemeierea Partidului Laburist Scoțian⁠(d), care a fost absorbit în Partidul Laburist Independent⁠(d) în 1895, Hardie fiind primul lider al acestuia.

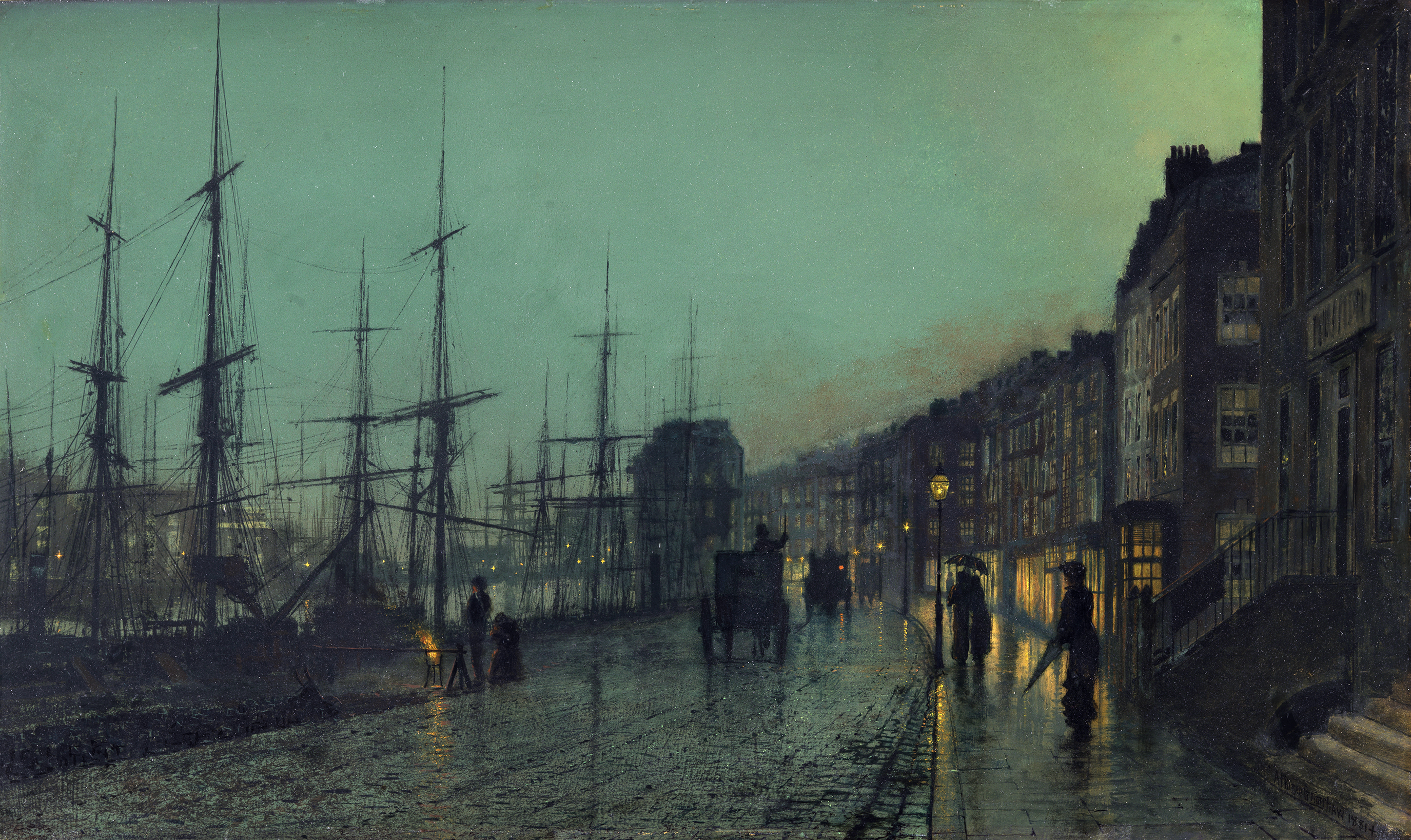
Transport pe Clyde, de John Atkinson Grimshaw, 1881

Glasgow a devenit unul dintre cele mai mari orașe din lume, și a fost cunoscut ca „al Doilea Oraș al Imperiului”, după Londra. După 1860, șantierele navale de pe malul Clyde-ului s-au specializat în vapoare din fier (după 1870, din oțel), material care a înlocuit rapid lemnul atât la flotele comerciale cât și la cele de luptă. A devenit principalul centru de construcții navale al lumii. Deși au adus locuri de muncă și bogăție, evoluțiile industriale au fost atât de rapide încât locuințele, urbanismul, și sănătatea publică nu au ținut pasul cu ea și, pentru un timp, condițiile de viață în câteva dintre orașe erau deosebit de rele, din cauza supraaglomerării, mortalității infantile ridicate și a creșterii incidenței cazurilor de tuberculoză.

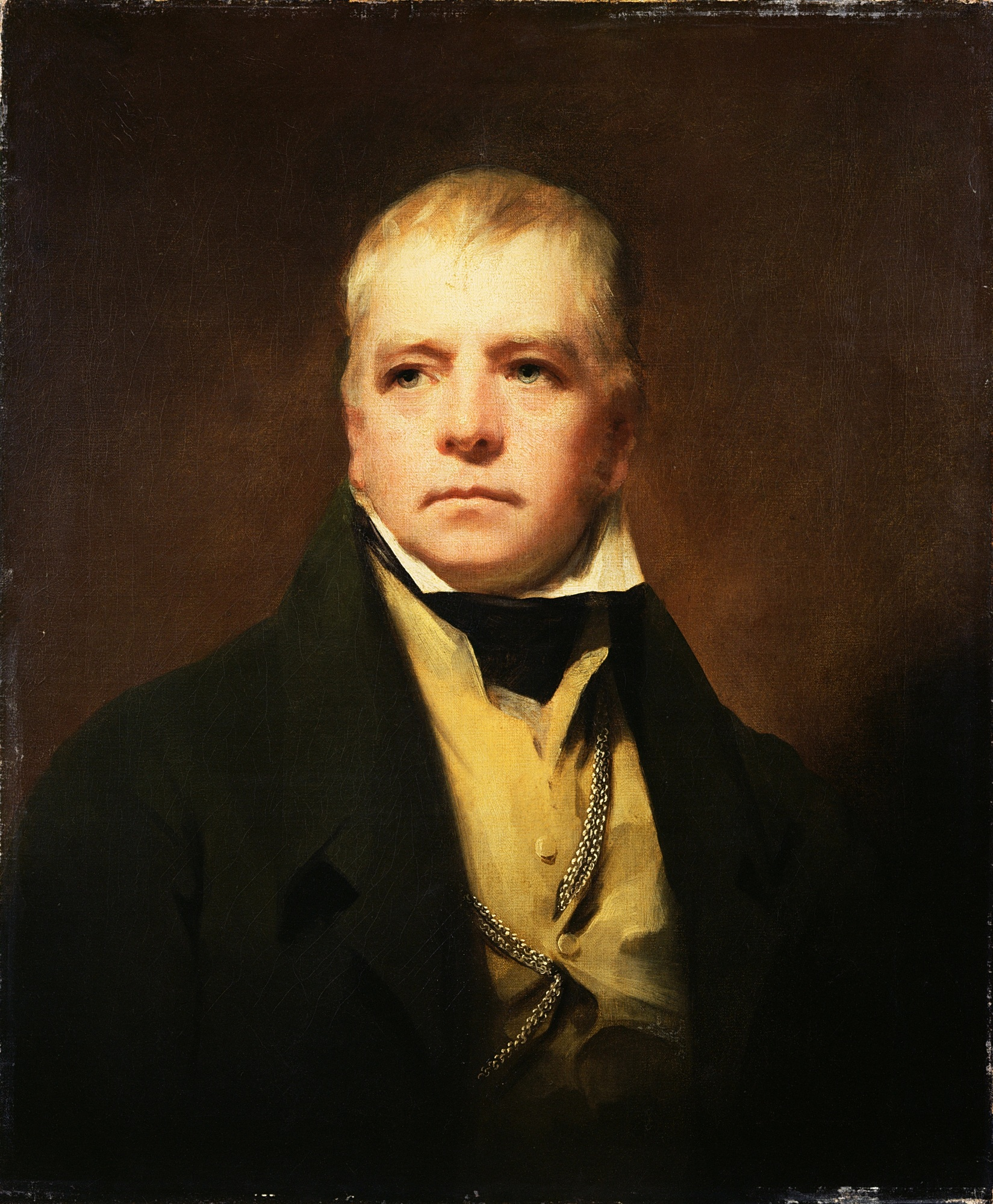
Walter Scott, ale cărui au contribuit la definirea identității scoțiene în secolul al XIX-lea.

Se consideră de obicei că Iluminismul Scoțian s-a încheiat spre sfârșitul secolului al XVIII-lea, dar un număr disproporționat de mare de contribuții scoțiene la patrimoniul științific și literar britanic a continuat timp de încă 50 de ani sau mai mult, datorită unor figuri ca fizicienii James Clerk Maxwell și Lord Kelvin, inginerii și inventatorii James Watt și William Murdoch⁠(d), a cărui activitate a fost critică pentru evoluțiile tehnologice ale Revoluției Industriale din Anglia. În literatură, cea mai de succes figură a jumătății secolului al XIX-lea a fost Walter Scott. Prima sa lucrare în proză, Waverley⁠(d) în 1814, este considerată a fi primul roman istoric. A lansat o carieră de mare succes și a contribuit la definirea și popularizarea identității culturale scoțiene. În secolul al XIX-lea, mai mulți autori de origine scoțiană au căpătat reputație internațională, între ei numărându-se Robert Louis Stevenson, Arthur Conan Doyle, J. M. Barrie și George MacDonald⁠(d). Scoția a jucat un rol major și în dezvoltarea artelor și arhitecturii. Școala din Glasgow⁠(d), care s-a dezvoltat în secolul al XIX-lea, și a înflorit în secolul al XX-lea, a produs un amestec distinctiv de influențe, între care redeșteptarea celtică⁠(d) de Arts and Crafts, și japonismul, care au găsit susținere în lumea artei moderne a  întregii Europe continentale și a ajutat la definirea stilului Art Nouveau. Printre promotorii acesteia s-a numărat arhitectul și artist Charles Rennie Mackintosh.
Această perioadă a adus un proces de reabilitare a culturii Highlandului. În 1820, ca parte a redeșteptării romantice, tartanul și kiltul au fost adoptate de către membrii elitei sociale, nu doar în Scoția, dar în întreaga Europă, în urma popularității ciclului Ossian al lui Macpherson și apoi a romanelor Waverely ale lui Walter Scott. Cu toate acestea, Highlandul a rămas foarte sărac și tradiționalist. Dorința de a îmbunătăți agricultura și profiturile au condus la Highland Clearances⁠(d), în care o mare parte a populației din zonele muntoase a suferit transferuri forțate, iar terenurile au fost împrejmuite, în principal pentru a putea fi utilizate la creșterea ovinelor. Aceste schimbări au urmat modelul schimbărilor agricole din toată Marea Britanie, dar au rămas notorii mai ales ca urmare a momentului târziu în care s-au făcut, a lipsei de protecție juridică pentru arendașii sezonieri în dreptul scoțian⁠(d), abandonarea bruscă și forțată a sistemului tradițional al clanurilor, și brutalitatea multor evacuări. Unul din rezultate a fost un continuu exod al țăranilor către orașe, sau chiar mai departe, în Anglia, Canada, America sau Australia. Populația Scoției a crescut în mod constant în secolul al XIX-lea, de la 1.608.000 la recensământul din anul 1801 la 2.889.000 în 1851 și 4.472.000 în 1901. Chiar și cu dezvoltarea industriei, tot nu erau suficiente de locuri de muncă bune. Ca urmare, în perioada 1841-1931, aproximativ 2 milioane de scoțieni au emigrat în America de Nord și Australia, și alți 750.000 de scoțieni s-au mutat în Anglia.

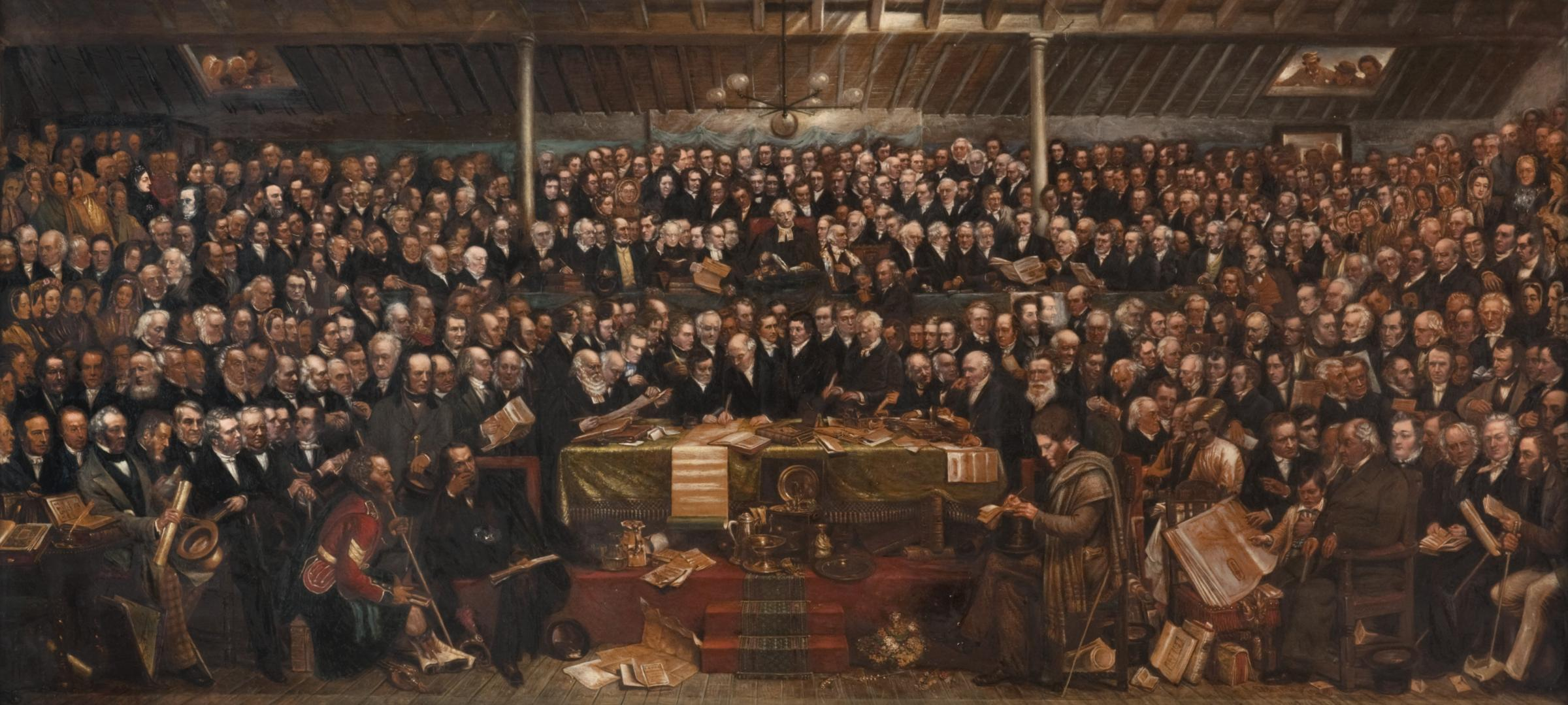
Adunarea Tulburării; pictat de David Octavius Hill.

După ani lungi de luptă în politica bisericească, în 1834 evanghelicii au dobândit controlul asupra Adunării Generale⁠(d) și au adoptat Legea Vetoului, care permitea congregațiilor să respingă numirile „intruzive” de pastori făcute sub influența unor donatori sau ctitori înstăriți. A urmat „Conflictul de Zece Ani”, un șir de dispute legale și lupte politice, încheiat cu înfrângerea neintruzioniștilor în instanțele civile. Rezultatul a fost separarea de biserică a unor neintruzioniști, în frunte cu dr. Thomas Chalmers⁠(d), cunoscută ca Marea Perturbare din 1843⁠(d). Aproximativ o treime din cler, în principal din nord și din Highland, s-au separat și au format Biserica Liberă a Scoției⁠(d). În secolul al XIX-lea, diviziunile crescânde între calvinii fundamentaliști și teologii liberali au dus la o nouă ruptură în sânul Bisericii Libere, calvinii rigizi despărțindu-se de aceasta pentru a forma Biserica Presbiteriană Liberă⁠(d) în 1893. Emanciparea Catolică⁠(d) din 1829 și afluxul unui număr mare de imigranți irlandezi, în special după anii foametei de la sfârșitul deceniului anilor 1840, îndreptat în principal către centrele mari din Lowland cum ar fi Glasgow, a condus la o transformare a situației catolicilor. În 1878, în ciuda opoziției, în țară s-a restaurat o ierarhie bisericească romano-catolică, și catolicismul a devenit unul din cultele importante din Scoția.
Împreună, industrializarea, urbanizarea și Perturbarea din 1843 au subminat tradiția școlilor parohiale. Din anul 1830, statul a început să finanțeze construcția de clădiri cu granturi; apoi, din 1846 a început să finanțeze școli prin sponsorizare directă; iar în 1872, Scoția a trecut la un sistem de școli în mare parte gratuite și finanțate de stat și administrate de consilii școlare locale, similar cu cel din Anglia. Universitatea din Glasgow⁠(d) a devenit un lider al învățământului superior britanic, răspunzând la nevoile educaționale ale tinerilor din mediul urban și din clasa negustorilor, spre deosebire de clasele superioare. Universitatea din St Andrews a fost prima care a început să admită femei. Din 1892, toate universitățile scoțiene puteau să pregătească femei și numărul de studente al acestora a crescut constant până la începutul secolului al XX-lea.

### La începutul secolului al XX-lea

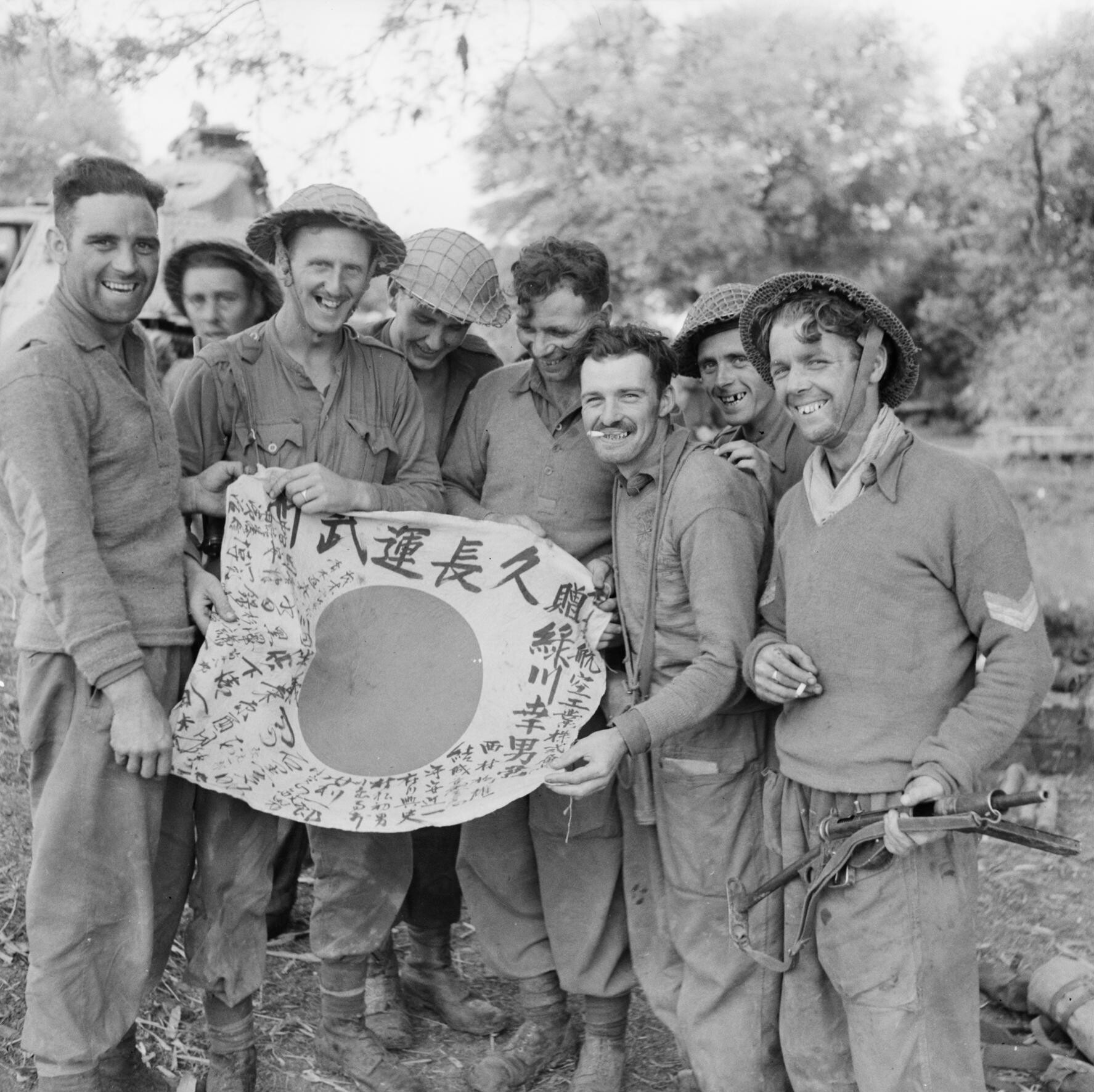
Soldați din regimentul cu un drapel japonez,, 1945.

Scoția a jucat un rol major în efortul britanic din Primul Război Mondial. A contribuit în special cu forță de muncă, nave, utilaje, pește și bani. La o populație de 4,8 milioane în anul 1911, Scoția a trimis peste jumătate de milion de oameni în război, dintre care peste un sfert au murit în luptă sau de boli, iar 150.000 au fost grav răniți. Mareșalul⁠(d) scoțian Sir Douglas Haig a fost comandantul forțelor britanice de pe Frontul de Vest.
Războiul a adus apariția unei mișcări radicale numită „Red Clydeside.⁠(d)”, condusă de militanți sindicaliști. Foste fiefuri politice liberale⁠(d), districtele industriale au devenit laburiste înainte de 1922, având bază electorală în cartierele muncitorești locuite de irlandezi catolici⁠(d). Femeile au fost deosebit de active la construirea de solidarității la nivel de cartier pe probleme de locuințe. Cu toate acestea, "Reds" au operat doar în cadrul Partidului Laburist și au avut o influență redusă în Parlament, iar starea de spirit în rândul adepților săi s-a transformat într-o disperare pasivă spre sfârșitul anilor 1920.
Industria de construcții navale s-a extins cu o treime și crease așteptări ale unei prosperități  reînnoite, dar în locul acesteia, prin 1922, economia a fost lovită de o criză gravă, din care nu și-a revenit în totalitate decât în 1939. Perioada interbelică a fost marcată de stagnare economică în zonele rurale și urbane, și de rate ridicate ale șomajului. Războiul a adus cu el schimbări profunde în plan social, cultural, economic și politic. Scoțienii au început să se gândească la declinul lor, întrucât principalii indicatori sociali, cum ar fi o sănătatea precară, starea precară a locuințelor disponibile, șomajul de masă pe termen lung, erau semne în cel mai bun caz al unei stagnări sociale și economice terminale, sau al unei spirale descendente în cel mai rău caz. Serviciul militar prestat în străinătate în numele Imperiului și-a pierdut atractivitatea față de tinerii ambițioși, care părăseau Scoția definitiv. Greaua dependență de industriile depășite, minieră și grea, constituia o problemă centrală și nimeni nu oferea soluții viabile. Disperarea s-a reflectat în ceea ce Finlay (1994) descrie ca o deznădejde generalizată care a pregătit mediul local de afaceri și liderii politici să accepte o nouă dogmă a planificării economice centralizate care s-a ivit în timpul celui de al Doilea Război Mondial.
Al Doilea Război Mondial a adus din nou prosperitate, în ciuda bombardamentelor Luftwaffe. A adus inventarea radarului de către Robert Watson-Watt⁠(d), instrument extrem de valoros în bătălia Angliei, alături de prezența la conducerea Royal Air Force Fighter Command⁠(d) a mareșalului Sir Hugh Dowding⁠(d).

### Situația postbelică

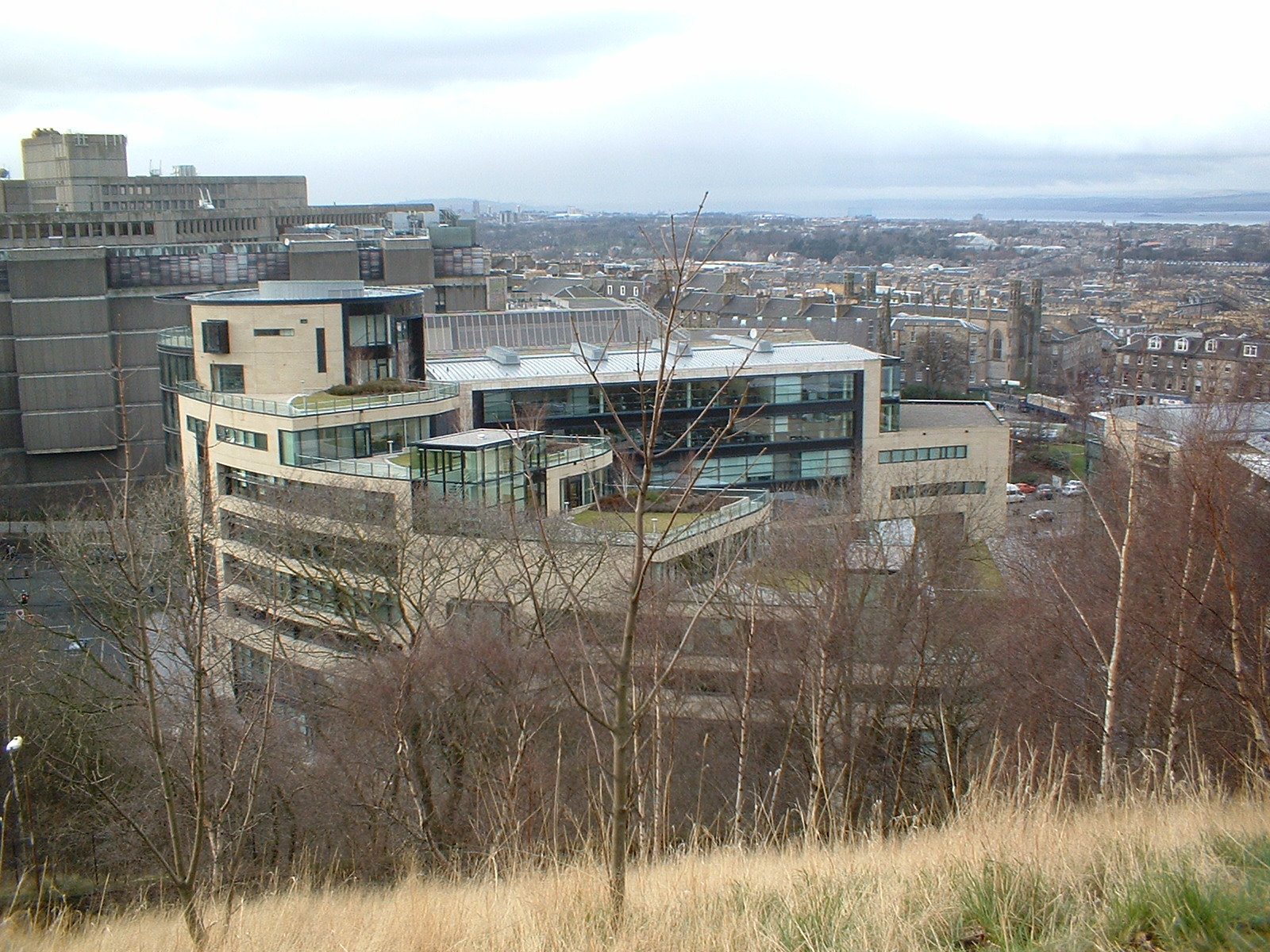
Economia Scoției s-a diversificat și a început să joace un rol important în domenii cum ar fi gamingul., cu sediul în capitala Edinburgh se ocupă cu dezvoltarea trilogiilor Grand Theft Auto și Lemmings

După 1945, Scoția situația economică s-a înrăutățit treptat din cauza concurenței externe, a ineficienței industriei și a disputelor industriale. Numai în ultimele decenii, țara s-a bucurat de o renaștere culturală și economică. Printre factorii economici care contribuie la această revenire se numără o piață a serviciilor financiare refăcută, producția de electronice⁠(d), și petrolul din Marea Nordului⁠(d) și industria gazelor naturale. Introducerea în 1989 de către guvernul lui Margaret Thatcher a sistemului de impozitare locală Community Charge⁠(d) cu un an înaintea restului Regatului Unit, a contribuit la o creștere a mișcării pentru redobândirea controlului de către Scoția asupra chestiunilor interne. În urma unui referendum privind propunerile de descentralizare din 1997⁠(d), Legea Scoției din 1998⁠(d) a fost adoptată de Parlamentul Regatului Unit pentru a institui un Parlament Scoțian  deconcentrat și un Guvern Scoțian cu responsabilitate pentru cele mai multe legi specifice Scoției.

### Educația
Sistemul scoțian de învățământ⁠(d) a rămas întotdeauna distinct față restul Regatului Unit, cu un accent caracteristic pe educația vastă⁠(d). În secolul al XV-lea, accentul pus de umaniști pe educație s-a cumulat cu adoptarea Legii Educației din 1496⁠(d), care a decretat că toți fiii de baroni și țărani liberi deținători ai unei suprafețe substanțiale de pământ sunt obligați să participe la școli de gramatică a învăța „perfyct Latyne”, ceea ce a dus la creșterea alfabetizării în rândul elitei masculine înstărite. În cadrul Reformei, în 1560 Book of Discipline⁠(d) a stabilit un plan de a avea o școală în fiecare parohie, dar acest lucru s-a dovedit imposibil din punct de vedere financiar. În 1616, o lege dată de Consiliul de Coroană a poruncit ca fiecare parohie să înființeze o școală. La sfârșitul secolului al XVII-lea, exista o rețea în mare măsură completă de școli parohiale în Lowlands, dar în Highlands educația de bază încă lipsea în multe domenii. Educația a rămas o chestiune în sarcina bisericii și nu a statului până la Legea Educației (1872)⁠(d).

## Geografie și istorie naturală
Teritoriul scoțian de pe insula Marea Britanie cuprinde treimea nordică a insulei, aflată în largul coastei de nord-vest a Europei Continentale. Suprafața totală este de 78.772 km², comparabilă cu dimensiunea Republicii Cehe. Scoția are frontieră terestră doar cu Anglia, pe 96 km între bazinul râului Tweed⁠(d) pe coasta de est și firth-ul Solway în vest. Coasta de vest este la Oceanul Atlantic și cea de est, la Marea Nordului. Insula Irlanda se află la numai 21 km sud-vest de peninsula Kintyre⁠(d); Norvegia este la 305 km est și Insulele Feroe, la 270 km nord.
Întinderea teritorială a Scoției este, în general, stabilită prin tratatul de la York⁠(d) din 1237 între Scoția și Regatul Angliei și prin tratatul de la Perth⁠(d) din 1266 între Scoția și Norvegia. Excepții importante le constituie Insula Man, care a fost pierdută în favoarea Angliei în secolul al XIV-lea și care acum este o dependență a coroanei aflată în afara Regatului Unit; arhipelagurile Orkney și Shetland, care au fost dobândite de la Norvegia în 1472; și Berwick-upon-Tweed, pierdut în favoarea Angliei în 1482.
Centrul geografic al Scoției se află la câțiva kilometri de satul Newtonmore⁠(d) din Badenoch⁠(d). Ridicându-se la 1.344 m peste nivelul mării, cel mai înalt punct al Scoției este vârful Ben Nevis, din Lochaber, în timp ce cel mai lung râu al Scoției, râul Tay, curge pe o distanță de 190 km.

### Geologie și geomorfologie

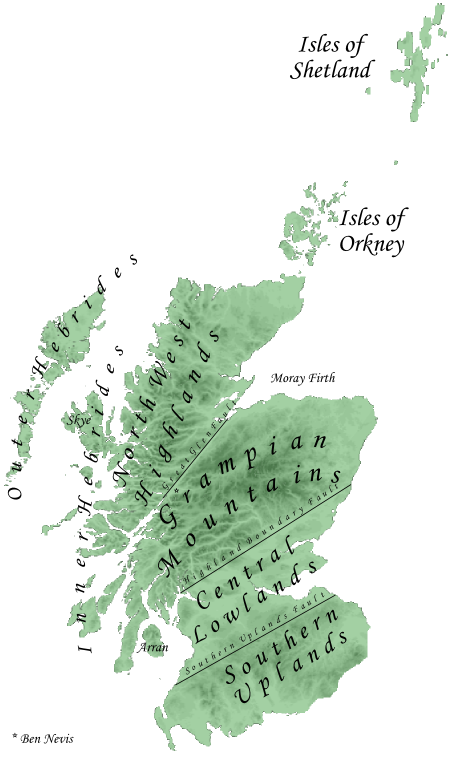
Harta reliefului Scoției

Întreaga Scoție a fost acoperită cu gheață în timpul erelor glaciare din pleistocen și peisajul a fost mult afectat de glaciațiune. Din punct de vedere geologic, țara are trei mari sub-diviziuni.
Highlands și Insulele⁠(d) se află la nord și la vest de falia tectonică din Highland⁠(d), care se întinde de la Arran la Stonehaven⁠(d). Această parte a Scoției, cuprinde mai ales roci arhaice din cambrian și precambrian, care s-au înălțat în timpul orogenezei caledoniene. Este intercalată intruziuni magmatice de epocă mai recentă, ale căror resturi au format masive muntoase, cum ar fi Cairngorms⁠(d) și Cuillin⁠(d) de pe Skye.
O importantă excepție de la cele de mai sus o constituie straturile fosilifere denumite „vechile gresii roșii⁠(d)”, găsite în principal de-a lungul coastei firth-ului Moray⁠(d). Highlands⁠(d) este o zonă în general muntoasă, aici găsindu-se cele mai înalte altitudini din Insulele Britanice. Scoția are peste 790 de insule împărțite în patru grupe principale: Shetland, Orkney, Hebridele interioare și Hebridele exterioare. Există numeroase întinderi de apă dulce, între care Loch Lomond⁠(d) și Loch Ness. Unele părți ale coastei sunt formate din machair⁠(d), o pășune șeasă.
Lowlandul (șesul) central⁠(d) este o vale de rift⁠(d), cuprinzând, în principal formațiuni paleozoice. Multe dintre aceste sedimente prezinta importanță economică pentru că aici se află zăcămintele de cărbune și de fier care au alimentat Scoția în timpul revoluției industriale. Această zonă are o intensă experiență vulcanică, Scaunul lui Arthur⁠(d) din Edinburgh fiind un vestigiu al unui vulcan odinioară mult mai mare. Această zonă este relativ joasă, deși chiar și aici se văd adesea dealuri, cum ar fi Ochils⁠(d) și Campsie Fells⁠(d).
Dealurile de Sud⁠(d) sunt o serie de culmi întinse pe o lungime de circa 200 km, intercalate cu văi largi. Acestea se află la sud de o a doua falie (falia Dealurilor de Sud) care se întinde de la Girvan⁠(d) la Dunbar⁠(d). Fundațiile geologice sunt formate mai ales din depozite din silurian depuse cu 4-500 de milioane de ani în urmă. Punctul culminant al Dealurilor de Sud este Merrick⁠(d), cu o altitudine de 843 m. În Dealurile de Sud se află satul de la cea mai mare altitudine din Regatul Unit, Wanlockhead⁠(d) (430 m deasupra nivelului mării).

### Clima
Clima din Scoția este temperată și oceanică, și tinde să fie foarte schimbătoare. Întrucât este încălzită de Curentul Golfului din Atlantic, are ierni  mult mai blânde (dar veri mai reci și mai umede) decât în zonele de la latitudini similare, cum ar fi Labradorul, sudul Scandinaviei, regiunea Moscova din Rusia, și Peninsula Kamceatka de partea opusă a Eurasiei. Cu toate acestea, temperaturile sunt în general mai mici decât în restul Regatului Unit, minima istorică absolută din Regat, de −27,2 °C (−17,0 °F) fiind înregistrată la Braemar în Munții Grampian, la 11 februarie 1895. Maximele pe timp de iarnă ajung la circa 6 °C în Lowlands, maxima de vară având o medie de 18 °C. Cea mai mare temperatură înregistrată a fost 32,9 °C (91,2 °F) la Greycrook, Scottish Borders în 9 august 2003.
Vestul Scoției este de obicei mai cald decât estul, datorită influenței curenților oceanici din Atlantic, și a temperaturilor mai scăzute la suprafață ale Mării Nordului. Tiree⁠(d), în Hebridele Interioare, este unul dintre cele mai însorite locuri din țară: acolo au fost peste 300 de ore de soare în mai 1975. Precipitațiile variază pe scară largă în întreaga Scoție. Vestul Highlandului scoțian este cel mai umed, cu precipitații anuale care în câteva locuri depășesc 3.000 mm. Pentru comparație, mare parte din Lowland primește mai puțin de 800 mm anual. Căderile masive de zăpadă sunt rare în Lowlands, dar devin mai frecvente cu creșterea altitudinii. Braemar are o medie de 59 de zile cu zăpadă pe an, în timp ce multe zone de coastă media înregistrată este de sub 10 zile de zăpadă depusă pe an.

### Flora și fauna

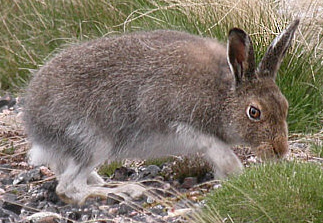
Un iepure alb (Lepus timidus) în Findhorn Vale, mai 2004

Fauna sălbatică a Scoției este tipică pentru nord-vestul Europei, deși mai multe dintre cele mai mari mamifere, cum ar fi râsul, ursul brun, lupul, elanul și morsele au fost vânate până la dispariție în vremuri istorice. Există populații importante de foci și zone de cuibărit de interes internațional pentru o varietate de păsări, cum ar fi corbul de mare. Acvila de munte este un simbol național.
Pe vârfurile  înalte de munte, unele specii, între care ptarmiganul⁠(d), iepurele alb și hermelina pot fi văzute cu coloritul alb în timpul lunilor de iarnă. Există unele resturi de păduri de pin silvestru autohton și în aceste zone pot fi găsite loxii scoțiene⁠(d), singura specie endemică de păsări și vertebrate din Regatul Unit, alături de cocoșul de munte, pisica sălbatică, veverița roșie și jderul. Diverse animale au fost re-introduse, între care codalbul în 1975, gaia roșie în 1980, și au fost proiecte experimentale care vizează castorul și mistrețul. Astăzi, o mare parte din restul Pădurilor Caledoniene⁠(d) se află în Parcul Național Cairngorms⁠(d), restul fiind împărțit în 84 de locații din toată Scoția. Pe coasta de vest, se mai păstrează resturi ale Pădurii Umede Celtice, în special pe peninsula Taynish în Argyll, acestea fiind deosebit de rare, din cauza ratelor ridicate de defrișări din istoria Scoției.
Flora țării este variată, cuprinzând atât păduri de foioase⁠(d) cât și de conifere și specii de stepă și tundră. Cu toate acestea, plantările comerciale de arbori pe scară largă și managementul stepelor montane pentru pășunatul oilor și activități sportive comerciale influențează distribuția plantelor și animalelor indigene⁠(d). Cel mai înalt arbore din Regatul Unit este un brad mare⁠(d) plantat lângă Loch Fyne⁠(d), Argyll în 1870, și tisa Fortingall⁠(d) are o vârstă estimată la 5.000 de ani și este, probabil, cea mai bătrână ființă vie din Europa. Deși numărul de plante vasculare autohtone este scăzut după standardele mondiale, substanțiala floră briofită a Scoției este de importanță globală.

## Demografia
La recensământul din 2001, populația Scoției era de 5.062.011. La recensământul din 2011, ea crescuse la 5.295.400, cea mai mare valoare înregistrată vreodată.
La recensământul din 2011, 62% din populația Scoției și-a declarat identitatea națională ca fiind „doar scoțiană”, 18% ca „scoțiană și britanică”, 8% ca „doar britanică”, iar 4% au ales alte identități naționale.
Deși Edinburgh este capitala Scotiei, cel mai mare oraș este Glasgow, care are puțin peste 584.000 de locuitori. Conurbația Greater Glasgow⁠(d), cu o populație de aproape 1,2 milioane de locuitori, găzduiește aproape un sfert din populația  Scoției. Centura Centrală este locul unde se află cele mai multe dintre principalele orașe, între care Glasgow, Edinburgh, Dundee și Perth. Singurul oraș mare din Scoția aflat în afara Centurii Centrale este Aberdeen.
În general, numai cele mai accesibile și mai mari insule rămân locuite, adică în prezent, mai puțin de 90 dintre ele. Dealurile Sudice au o natură predominant rurală și dominată de agricultură și silvicultură. Din cauza problemelor cu locuințele în Glasgow și Edinburgh, între 1947 și 1966 s-au creat încă cinci noi orașe⁠(d). Acestea sunt East Kilbride⁠(d), Glenrothes⁠(d), Livingston⁠(d), Cumbernauld⁠(d), și Irvine⁠(d).
Imigrația de după al Doilea Război Mondial a dat orașelor Glasgow, Edinburgh și Dundee mici comunități din Asia de Sud. În 2011, s-a estimat că circa 49.000 de etnici pakistanezi trăiau în Scoția, aceștia fiind cel mai mare grup etnic de neeuropeni. De la Extinderea Uniunii Europene, mai mulți oameni din Europa Centrală și de Est s-au mutat în Scoția, și recensământul din 2011 a indicat că 61.000 de polonezi locuiau acolo.

Cartogramă a populației Scoției. Dimensiunea unităților administrative este proporțională cu populația lor.

Scoția are trei limbi oficial recunoscute: engleza, scots și gaelica scoțiană. Engleza scoțiană standard, o varietate de engleză vorbită în Scoția, se situează la un capăt al unui continuum lingvistic bipolar, Scots aflându-se la celălalt. Engleza scoțiană standard pare a fi fost influențată mai mult sau mai puțin de limba Scots. Recensământul din 2011 a arătat că 63% din populație nu are „nicio competență în scots”. Alții vorbesc engleza highlandeză⁠(d). Gaelica este cea mai vorbită în Insulele de Vest, unde o mare parte a populației încă o mai vorbește; cu toate acestea, la nivel național, utilizarea sa este limitată la doar 1% din populație. Numărul de vorbitori de gaelică în Scoția a scăzut de la 250.000 în 1881 la 60.000 în anul 2008.
Există mult mai multe persoane de origine scoțiană care trăiesc în străinătate decât totalul populației Scoției. La recensământul din 2000, 9,2 milioane de americani s-au declarat a fi de origine scoțiană⁠(d). Populația protestantă din Ulster este în principal de origine scoțiană din Lowlands, și se estimează că există mai mult de 27 de milioane de descendenți ai emigranților scoțiano-irlandezi care trăiesc acum în SUA. În Canada, comunitatea scoțienilor numără 4,7 milioane de oameni. Aproximativ 20% din primii coloniști europeni din Noua Zeelandă provin din Scoția.
În august 2012, populația Scoției a ajuns la un nivel record de 5,25 de milioane de oameni. Motivele indicate pentru această creștere au fost faptul că în Scoția, nașterile au depășit numeric decesele, la care s-a adăugat sporul demografic al imigranților. În 2011, 43.700 oamenii s-au mutat aici din Țara Galilor, Irlanda de Nord sau Anglia.
Rata totală de fertilitate (TFR) în Scoția este sub rata de înlocuire de 2,1 (RTF a fost de 1,73 în 2011). Majoritatea nașterilor sunt la femei necăsătorite (51,3% din nașteri au fost în afara căsătoriei, în 2012).
Speranța de viață pentru cei născuți în Scoția, între 2012 și 2014 este de 77,1 de ani pentru bărbați și 81,1 de ani pentru femei. Aceasta este cea mai mică dintre cele patru țări ale Regatului Unit.

## Religia

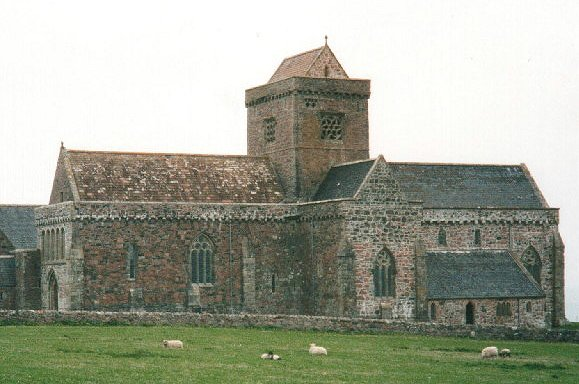
, un centru timpuriu al creștinismului în Scoția

Doar puțin peste jumătate (54%) din populația scoțiană s-a declarat creștină, în timp ce aproape 37% au declarat că nu au nicio religie, la recensământul din 2011.
De la Reforma Scoțiană⁠(d) din 1560, biserică națională⁠(d) (Biserica Scoției⁠(d), denumită și Kirk⁠(d)) a fost clasificată ca protestantă de sorginte reformată⁠(d). Din 1689, a avut un sistem de conducere ecleziastică presbiterian, și se bucură de independență față de stat. Membrii săi numără 398.389, aproximativ 7,5% din totalul populației, deși în conformitate cu sondajul gospodăresc anual din 2014, 27,8%, respectiv 1,5 milioane de aderenți, au identificat Biserica Scoției ca religia lor. Biserica funcționează cu o structură teritorială pe parohii, fiecare comunitate din Scoția având o congregație locală.
Scoția are și o importantă populație romano-catolică⁠(d), 19% revendicând această afiliere, în special în vest. După Reformă, romano-catolicismul a continuat în Scoția în Highlands și în unele din insulele vestice, cum ar fi Uist⁠(d) și Barra, și a fost consolidată în secolul al XIX-lea prin imigrarea din Irlanda. Alte confesiuni creștine din Scoția sunt Biserică Liberă a Scoției⁠(d), și diverse alte ramuri presbiteriene. „A treia biserică a Scoției” este Biserica Episcopală Scoțiană⁠(d), membră a Comuniunii Anglicane.
Islamul este cea mai mare religie necreștină (estimată la aproximativ 75.000 de practicanți, adică aproximativ 1,4% din populație), și există, de asemenea, importante comunități iudaice⁠(d), hinduse⁠(d) și Sikh⁠(d), mai ales în Glasgow. Mănăstirea Kagyu Samye Ling⁠(d) de lângă Eskdalemuir⁠(d), care a sărbătorit aniversarea a 40 de ani în 2007, este prima mănăstire budistă din Europa de vest.

## Politica și guvernarea

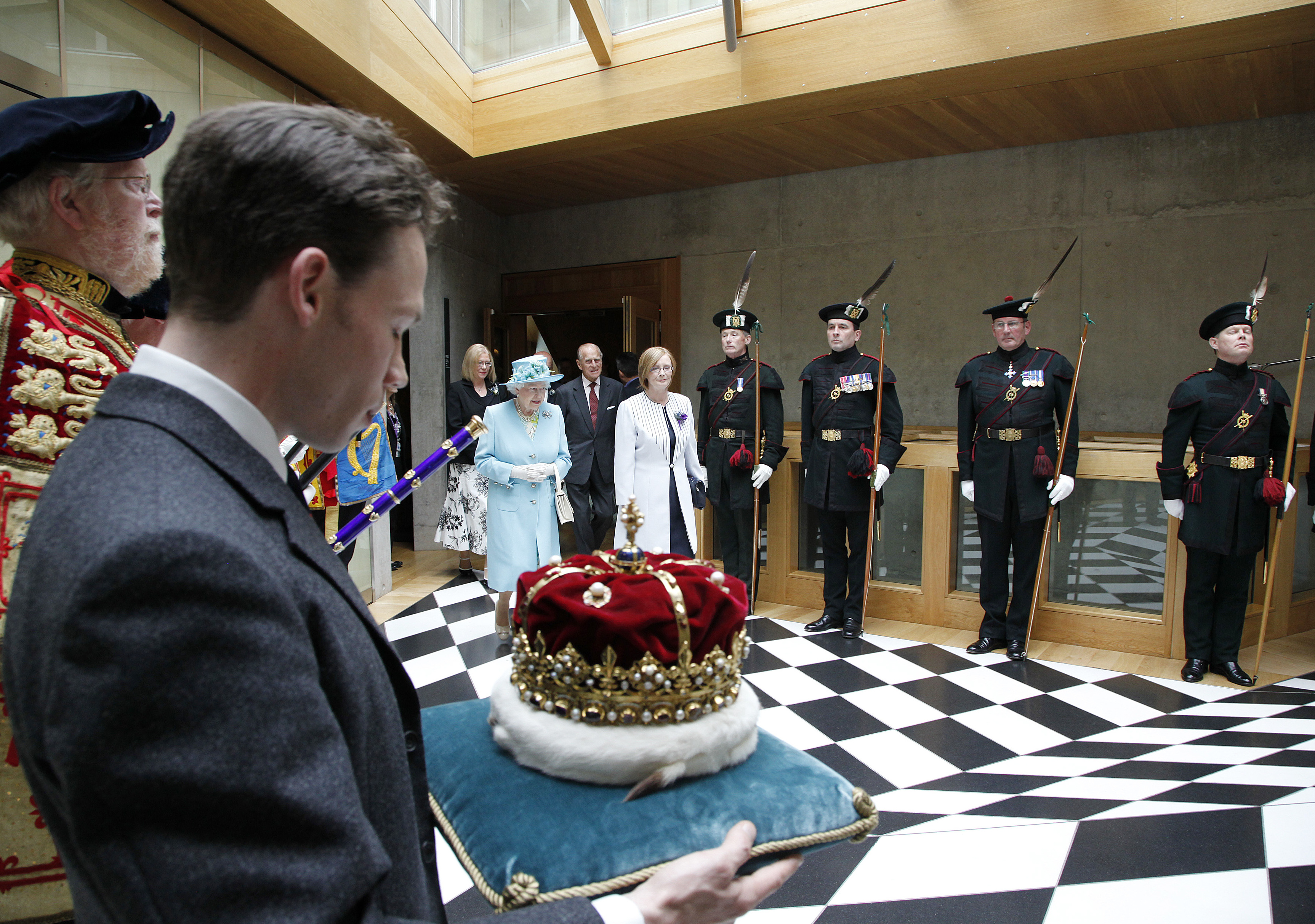
Regina Elisabeta a II-a prezentă la în 2011. este custode ereditar al

Șeful de stat al Scoției este monarhul Regatului Unit, în prezent regele Charles al III-lea (din 2022). 
Numerotarea regală („Elisabeta a II-a”) a provocat controverse în preajma încoronării reginei precedente pentru că nu a existat niciodată o Elisabeta I a Scoției. O acțiune în justiție, MacCormick v. Lordul Avocat⁠(d) (1953 SC 396), a fost deschisă pentru a contesta dreptul reginei de a se numi Elisabeta a II-a în Scoția, argumentând că aceasta a fost o încălcare a Articolului 1 din Tratatul de Uniune. Coroana⁠(d) a câștigat cazul. S-a hotărât ca viitorii monarhi britanici să fi numerotați în funcție de predecesorii lor cu numărul cel mai mare, indiferent dacă sunt englezi sau scoțieni. De exemplu, un ipotetic viitor rege Iacob ar fi numit Iacob al VIII-lea—după ultimul rege scoțian Iacob a fost Iacob al VII-lea (și în același timp Iacob al II-lea al Angliei, etc.)—în timp ce un viitor rege Henric ar fi regele Henric al IX-lea în tot Regatul Unit, chiar dacă nu a mai existat niciun rege scoțian cu acest nume.
Monarhia Regatului Unit continuă să utilizeze o varietate de denumiri, titluri și alte simboluri  regale ale statalității specifice Scoției dinaintea uniunii, între care: stindardul regal al Scoției⁠(d), stema regală folosită în Scoția împreună cu stindardul regal⁠(d) britanic, titluri regale, inclusiv acela de duce de Rothesay⁠(d), anumiți Mari Ofițeri de Stat, Ordinul cavaleresc al Ciulinului și, din 1999, reinstituirea unui rol ceremonial pentru Coroana Scoției⁠(d), după o pauză de  292 de ani.
Scoția are o autonomie limitată în cadrul Regatului Unit, precum și reprezentare în Parlamentul britanic. Puterile executive și, respectiv, legislative au fost conferite Guvernului Scoțian și Parlamentului Scoțian de la Holyrood⁠(d) din Edinburgh, începând cu 1999. Parlamentul Regatului Unit își păstrează controlul asupra unor aspecte rezervate⁠(d) specificate în Legea Scoției din 1998⁠(d), inclusiv impozitele la nivelul Regatului Unit, securitatea socială, apărarea, relațiile internaționale și radiodifuziunea. Parlamentul Scoțian are autoritate legislativă pentru toate celelalte domenii legate de Scoția, precum și o putere limitată de a varia impozitul pe venit⁠(d).
Parlamentul Scoțian poate da asupra unor chestiuni deconcentrate consimțământ legislativ, o moțiune prin care decide aplicarea pe teritoriul Scoției a unei legi adoptate de Parlamentul de la Londra, atunci când consideră acea lege adecvată și acolo. Programele de legislație adoptate de Parlamentul Scoțian au cunoscut o divergență în furnizarea de servicii publice în raport cu restul Regatului Unit. De exemplu, educația universitară și serviciile de îngrijire pentru persoanele în vârstă sunt gratuite în Scoția, în timp ce în restul Regatului Unit se plătesc. Scoția a fost prima țară din Regatul Unit care a interzis fumatul în spațiile publice închise.

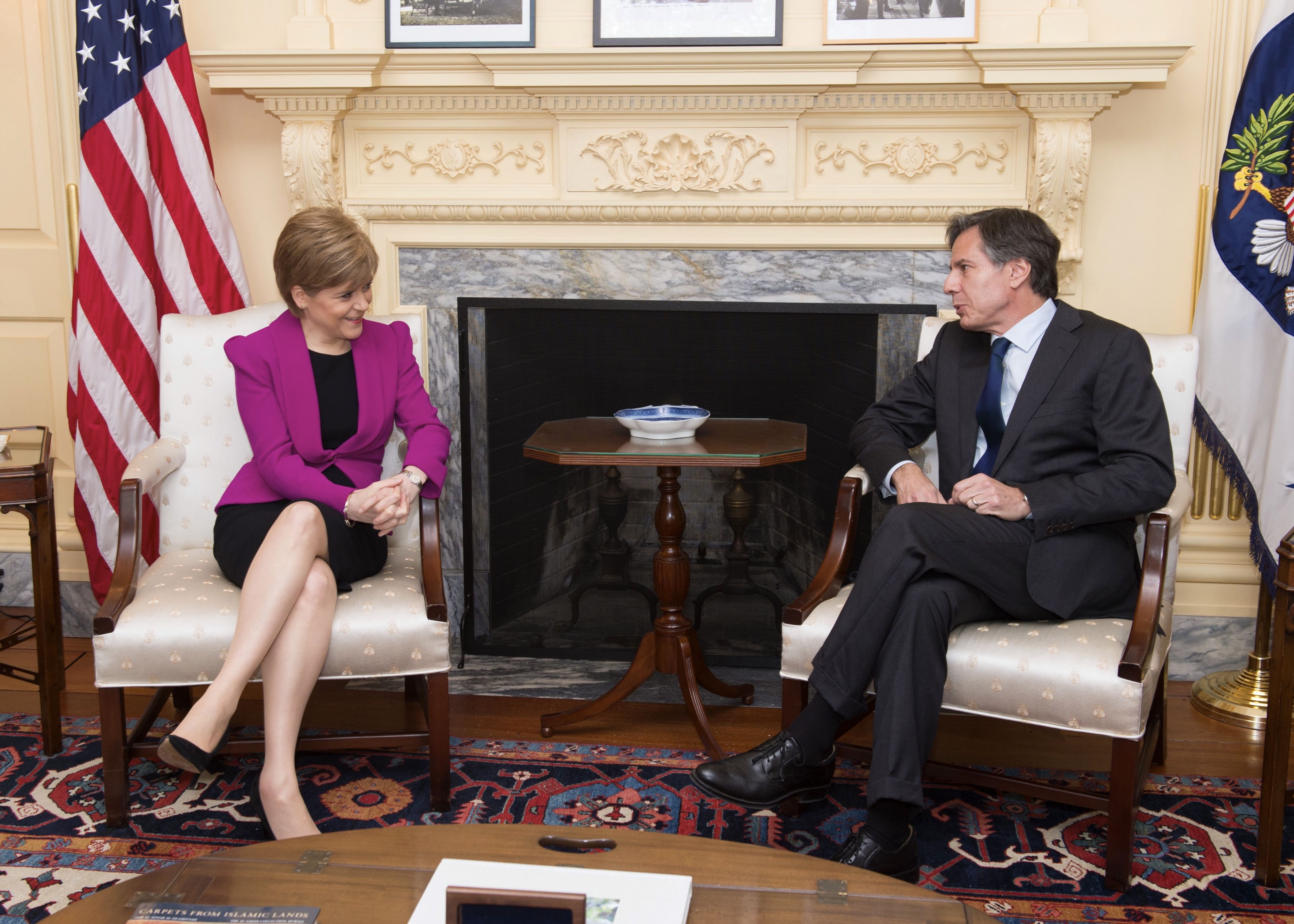
Nicola Sturgeon, actualul, la o întâlnire cu secretarul de stat adjunct al SUA, Antony Blinken, în 2015

Parlamentul Scoțian este un legislativ unicameral cu 129 de membri: 73 dintre ei reprezintă anumite circumscripții și sunt aleși uninominal într-un singur tur; alți 56 sunt aleși în diferite regiuni electorale prin sistemul membrului adițional⁠(d). Parlamentarii au un mandat de patru ani (în mod excepțional, cinci ani între 2011-16). Parlamentul desemnează unul dintre membrii pentru a fi numit apoi de monarh ca prim-ministru⁠(d). Alți miniștri sunt numiți de către prim-ministru și servesc la discreția acestuia. Împreună, ei alcătuiesc Guvernul Scoțian, ramura executivă al guvernării deconcentrate. Guvernul Scoțian este condus de prim-ministru, care este responsabil în fața Parlamentului Scoțian⁠(d). Prim-ministrul este, de asemenea, lider politic al Scoției. Guvernul Scoțian cuprinde și un viceprim-ministru⁠(d), în prezent, John Swinney⁠(d), care îl înlocuiește pe prim-ministru pe perioada absenței. Alături de funcția de viceprim-ministru, acesta mai deține și un portofoliu. Astfel, Swinney este în prezent secretar de stat al Cabinetului pentru educație și abilități⁠(d). Cabinetul Scoțian  cuprinde nouă secretari de cabinet, care formează Cabinetul Scoției. Există, de asemenea, doisprezece alți miniștri, care lucrează alături de secretarii de cabinet în numiți domenii. Ca urmare, miniștrii juniori nu participă la ședințele cabinetului.
La alegerile din 2016⁠(d), Partidul Național Scoțian (SNP) a câștigat 63 de 129 de locuri disponibile. Nicola Sturgeon, liderul SNP, era prim-ministru din noiembrie 2014. Partidul Conservator⁠(d) a devenit cel mai mare partid de opoziție în alegerile din 2016, Partidul Laburist⁠(d), Liberal-Democrații⁠(d) și Partidul Verde⁠(d) având și ele reprezentare în Parlament. Următoarele alegeri legislative pentru Parlamentul Scoțian⁠(d) urmează să aibă loc pe 6 mai 2021.
Scoția este reprezentată în camera britanică a Comunelor de 59 de deputați aleși din teritoriu pe baza circumscripțiilor din Scoția. La alegerile generale din 2015⁠(d), Partidul Național Scoțian a câștigat 56 din cele 59 de locuri și din rândurile lui a fost ales cel mai tânăr membru actual al Camerei Comunelor, Mhairi Black⁠(d), aleasă la 20 de ani. Următoarele alegeri din Regatul Unit urmează să fie organizate, anticipat, la 8 iunie 2017. Scotland Office⁠(d) reprezintă guvernul Regatului Unit în Scoția pe aspectele rezervate și reprezintă interesele scoțiene în cadrul guvernului britanic. Scotland Office este condus de către secretarul de stat pentru Scoția⁠(d), care face parte din Cabinetul Regatului Unit⁠(d); în exercițiu este Alister Jack⁠(d).

### Modificările constituționale

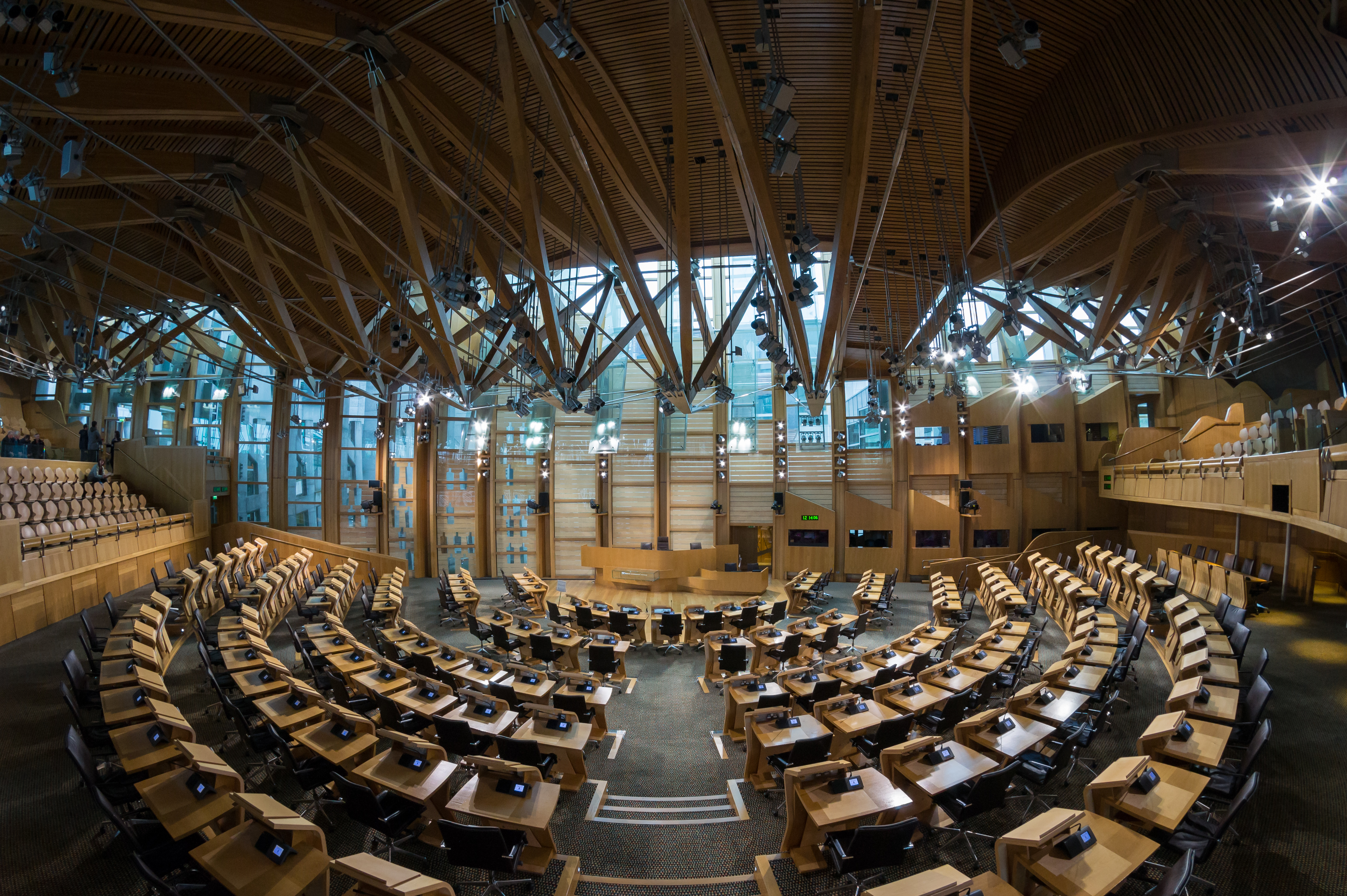
Sala plenului din Clădirea Parlamentului Scoțian

Politica de descentralizare a fost susținută de cele trei partide principale din Regatul Unit, cu diferite grade de entuziasm în istoria recentă. Un fost lider laburist, John Smith⁠(d), descria reînființarea unui parlament scoțian ca „voința așezată a poporului scoțian”. Parlamentul Scoțian deconcentrat a fost înființat după ce un referendum ținut în 1997⁠(d) a relevat un sprijin majoritar atât pentru înființarea Parlamentului cât și pentru acordarea de puteri limitate acestuia de a varia impozitul pe venit⁠(d). Statutul constituțional al Scoției face obiectul unei dezbateri în curs de desfășurare.
Partidul Național Scoțian (SNP), care susține independența Scoției, a fost ales pentru prima dată să formeze Guvernul Scoțian în 2007. Noul guvern a stabilit un "Național Conversație" pe probleme constituționale, propune o serie de opțiuni, cum ar fi creșterea competențelor Parlamentului Scoțian, federalism, sau a unui referendum privind independența Scoției față de Regatul Unit. În respingând ultima opțiune, principalele trei partide de opoziție în Parlamentul Scoțian a creat o comisie pentru a investiga distribuția competențelor între Scoția descentralizată și Marea Britanie la nivel de organisme. În Scoția 2012, pe baza propunerilor prezentate de comisie, a fost ulterior adoptat transferarea de competențe suplimentare pentru Parlamentul Scoțian.
În august 2009, SNP a propus un proiect de lege de organizare a unui referendum privind independența în noiembrie 2010. Opoziția din partea tuturor celorlalte partide majore a condus la o înfrângere așteptată. După alegerile din 2011, SNP a dobândit o majoritate absolută în Parlamentul Scoțian, și un referendum privind independența Scoției a avut loc pe 18 septembrie 2014. Referendumul a respins independența, cu o majoritate de 55,3% la 44.7%. În timpul campaniei, principalele trei partide din Parlamentul Britanic au promis să extindă competențele Parlamentului Scoțian. S-a înființat o comisie multipartită prezidată de Lordul Smith de Kelvin⁠(d), care a condus la o creștere a descentralizării competențelor prin Legea Scoției din 2016⁠(d).
În urma referendumului privind apartenența Regatului Unit la Uniunea Europeană, de la 23 iunie 2016, în care majoritatea locuitorilor Regatului Unit au votat pentru retragerea țării din UE, în timp ce în Scoția majoritatea a votat să rămână, Prim-ministrul⁠(d) Scoției, Nicola Sturgeon, a anunțat că un nou referendum pentru independență⁠(d) este „foarte probabil”.

### Subdiviziuni administrative

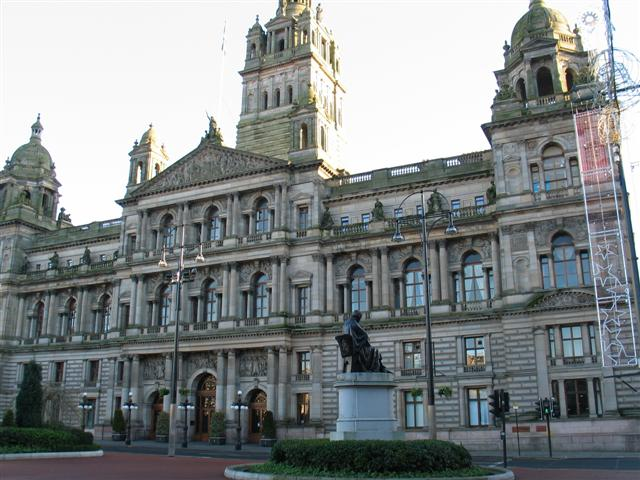
, sediul

Vezi: Organizarea administrativă a Scoției
Printre împărțirile istorice ale Scoției se numără: mormaeratele⁠(d), stewartatele⁠(d), comitatele⁠(d), burghurile⁠(d), parohiile⁠(d), shire-urile⁠(d) și regiunile și districtele⁠(d). Unele dintre aceste denumiri sunt încă folosite uneori pentru a descrie unele zone geografice.
Scoția modernă este împărțită în diferite moduri, în funcție de scop. În administrația locală, din 1996 există o împărțire simplă în 32 de zone de administrare locală, ale căror consilii sunt responsabile pentru furnizarea tuturor serviciilor publice locale. Consiliile comunitare sunt organizații informale care reprezintă anumite subdiviziuni ale unei zone din administrarea unui consiliu local.
Colegiile electorale ale Parlamentului Scoțian sunt în număr de 73, grupate în opt regiuni. Pentru Parlamentul Regatului Unit, sunt 59 de circumscripții. Până în 2013, brigăzile de pompieri și forțele de poliție scoțiene se bazau pe un sistem de regiuni introduse în 1975. Pentru asistența medicală și livrarea poștei, și pentru mai multe alte  organizații guvernamentale și non-guvernamentale, cum ar fi bisericile, există și alte împărțiri vechi ale Scoției.
Statutul de oraș în Regatul Unit⁠(d) este conferit prin brevet regal⁠(d). În Scoția există șapte astfel de orașe: Aberdeen, Dundee, Edinburgh, Glasgow, Inverness, Stirling și Perth.

### Dreptul civil și penal
Dreptul scoțian are o bază derivată din dreptul roman, care combină caracteristici ale dreptului civil cutumiar, datând de la Corpus Juris Civilis, și ale dreptului jurisprudențial, de sorginte medievală⁠(d). Termenii Tratatului de Uniune cu Anglia din 1707 garantau conservarea unui sistem juridic  separat în Scoția față de cel din Anglia și Țara Galilor. Înainte de 1611, erau mai multe sisteme regionale de drept în Scoția, între care dreptul Udal⁠(d) în Orkney și Shetland, pe baza obiceiului pământului moștenit de la vechii nordici. Diverse alte sisteme derivate din drepturile celtic⁠(d) sau al brehonilor⁠(d) au supraviețuit în Scoția până în anii 1800.
Legea scoțiană prevede trei tipuri de instanțe⁠(d) responsabile de administrarea justiției: civilă, penală și heraldică⁠(d). Instanța civilă supremă este Curtea de Sesiune⁠(d), deși apelurile civile pot fi admise la Curtea Supremă a Regatului Unit (sau înainte de 1 octombrie 2009, de Camera Lorzilor⁠(d)). High Court of Justiciary⁠(d) este curtea supremă penală din Scoția. Curtea de Sesiune își are sediul la Palatul Parlamentului⁠(d) din Edinburgh, care înainte de Uniune fusese sediul Parlamentului Scoției⁠(d), în timp ce High Court of Justiciary⁠(d) și Curtea Supremă de Apel își au astăzi sediul în Royal Mile⁠(d). Sheriff court⁠(d) sunt principalele instanțe penale și civile, și primesc cele mai multe cazuri. Sunt 49 de sheriff courts în întreaga țară. Instanțele districtuale⁠(d) au fost introduse în 1975 pentru infracțiuni minore și revendicări civile cu valoare redusă. Acestea au fost înlocuite treptat de judecătorii de pace⁠(d) din 2008 până în 2010. Court of Lord Lyon⁠(d) reglementează heraldica.
Multă vreme, sistemul juridic scoțian a fost unic prin aceea că Scoția avea un sistem juridic propriu, dar nu și un parlament. Situația s-a încheiat odată cu apariția Parlamentului Scoțian, care legiferează pentru Scoția. Multe caracteristici în cadrul sistemului au fost conservate. În dreptul penal, sistemul juridic scoțian este singurul care are trei posibile verdicte: „vinovat”, „nevinovat” și „nedemonstrat⁠(d)”. Atât verdictul „nevinovat”, cât și „nedemonstrat” duc la achitarea⁠(d) inculpatului, de obicei, fără posibilitate de rejudecare, în conformitate cu principiul dubla judecare⁠(d). Cu toate acestea, există posibilitatea unei rejudecări în cazul în care la o dată ulterioară apar probe noi care ar putea dovedi concludente în procesul anterior din primă instanță, atunci când persoana achitată admite ulterior infracțiunea sau în cazul în care se poate demonstra că achitarea a fost afectată de o tentativă de a influența cursul justiției⁠(d) – a se vedea dispozițiile de Legii Double Jeopardy (Scoția) din 2011⁠(d). Multe legi diferă între Scoția și alte părți ale Regatului Unit, și mulți termeni diferă pentru anumite concepte juridice. Omorul prin imprudență este „manslaughter⁠(d)” în Anglia și Țara Galilor, dar în Scoția această încadrare corespunde în linii mari cu cea de culpable homicide⁠(d) („omor din culpă”) din Scoția, și incendierea („arson” în Anglia/Țara Galilor) este numită aici wilful fire raising⁠(d) (literal „aprindere premeditată de foc”). Unele fapte considerate infracțiuni în Anglia și Țara Galilor, cum ar fi falsul, nu sunt infracțiuni în Scoția. Procedura diferă și ea. Jurații scoțieni din procesele penale sunt în număr de cincisprezece, cu trei mai mulți decât în multe țări ce practică dreptul jurisprudențial.
Sistemul Scoțian de Penitenciare⁠(d) (SPS) administrează închisorile din Scoția, unde sunt în total încarcerați circa 8.500 de deținuți. Secretarul de cabinet pentru justiție⁠(d) este responsabil pentru în cadrul Guvernului Scoțian pentru administrarea penitenciarelor.

### Apărarea

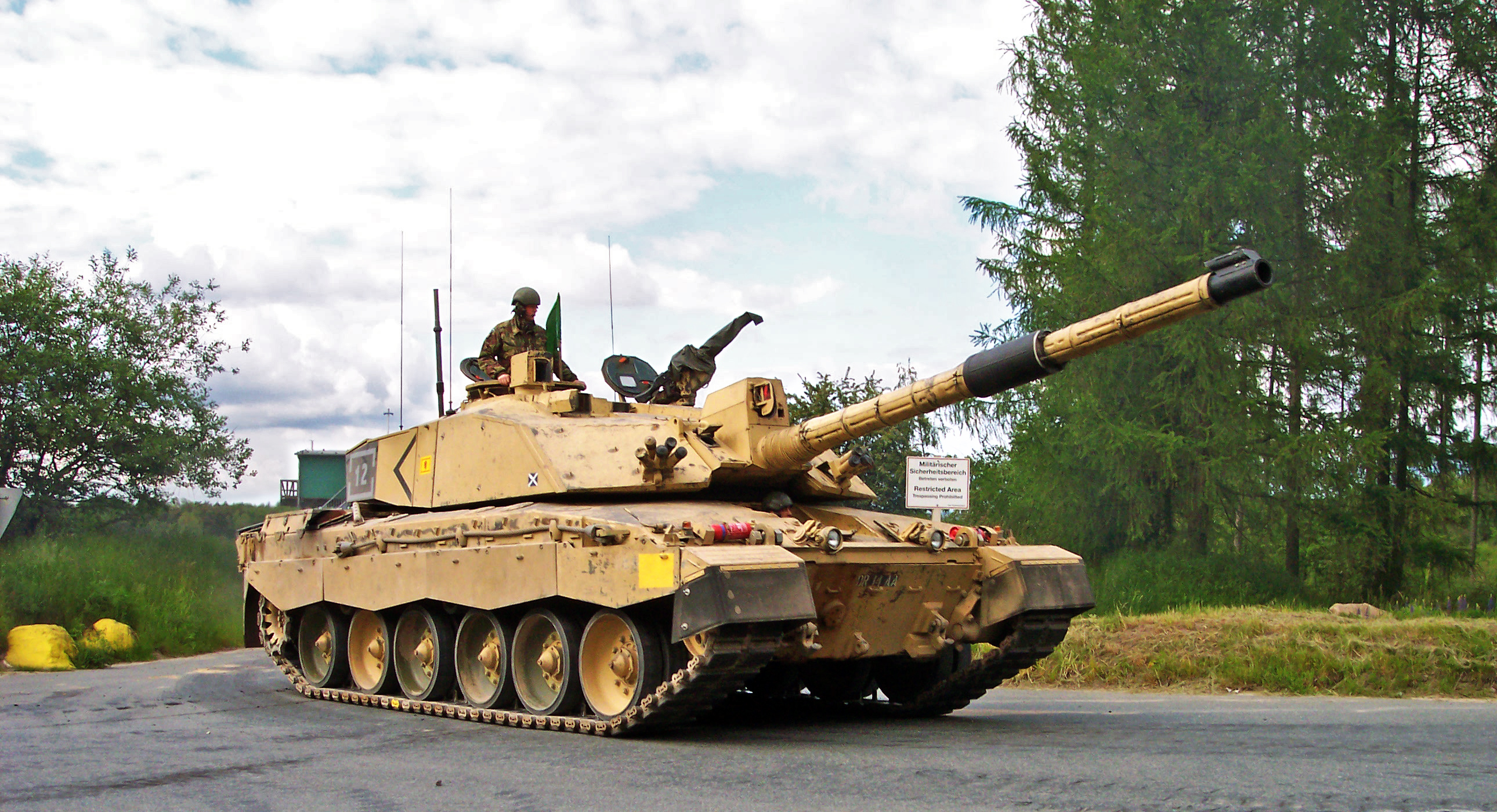
Un tanc principal de luptă Challenger 2 al

Din banii cheltuiți pe apărare de Regatul Unit în 2013, circa 3,3 miliarde de lire puteau fi atribuite Scoției. Deși Scoția are o lungă tradiție militară anterioară Tratatului de Uniune⁠(d) cu Anglia, forțele sale armate acum fac parte din Forțele Armate Britanice, cu excepția Atholl Highlanders⁠(d), singura armată privată legală din Europa. În 2006, regimentele de infanterie ale Scottish Division⁠(d) au fost comasate pentru a forma Royal Regiment of Scotland⁠(d). Alte regimente scoțiene din Armata Britanică sunt Scots Guards⁠(d), Royal Scots Dragoon Guards⁠(d) și Regimentul 154 RLC Scoțian⁠(d), un regiment de rezervă al Royal Logistic Corps⁠(d).
Datorită reliefului și datorită impresiei de izolare, unele părți din Scoția au găzduit multe unități sensibile de apărare. Între 1960 și 1991, Holy Loch⁠(d) a fost o bază a flotei americane de submarine cu rachete balistice⁠(d) Polaris. Astăzi, Baza Navală a Majestății Sale Clyde⁠(d), aflată la 25 mi nord-vest de Glasgow, este baza celor patru submarine cu rachete balistice⁠(d) clasa Vanguard⁠(d) înarmate cu rachete Trident ce compun armamentul nuclear al Regatului Unit⁠(d). Scapa Flow a fost o mare bază a Flotei⁠(d) Royal Navy până în 1956.
O singură bază a Royal Air Force este situată în Scotland. RAF Lossiemouth, aflată în Moray, este cea mai nordică bază de apărare cu avioane de vânătoare din Regatul Unit; acolo își au domiciliul trei escadrile de avioane rapide echipate cu Eurofighter Typhoon.

## Economia

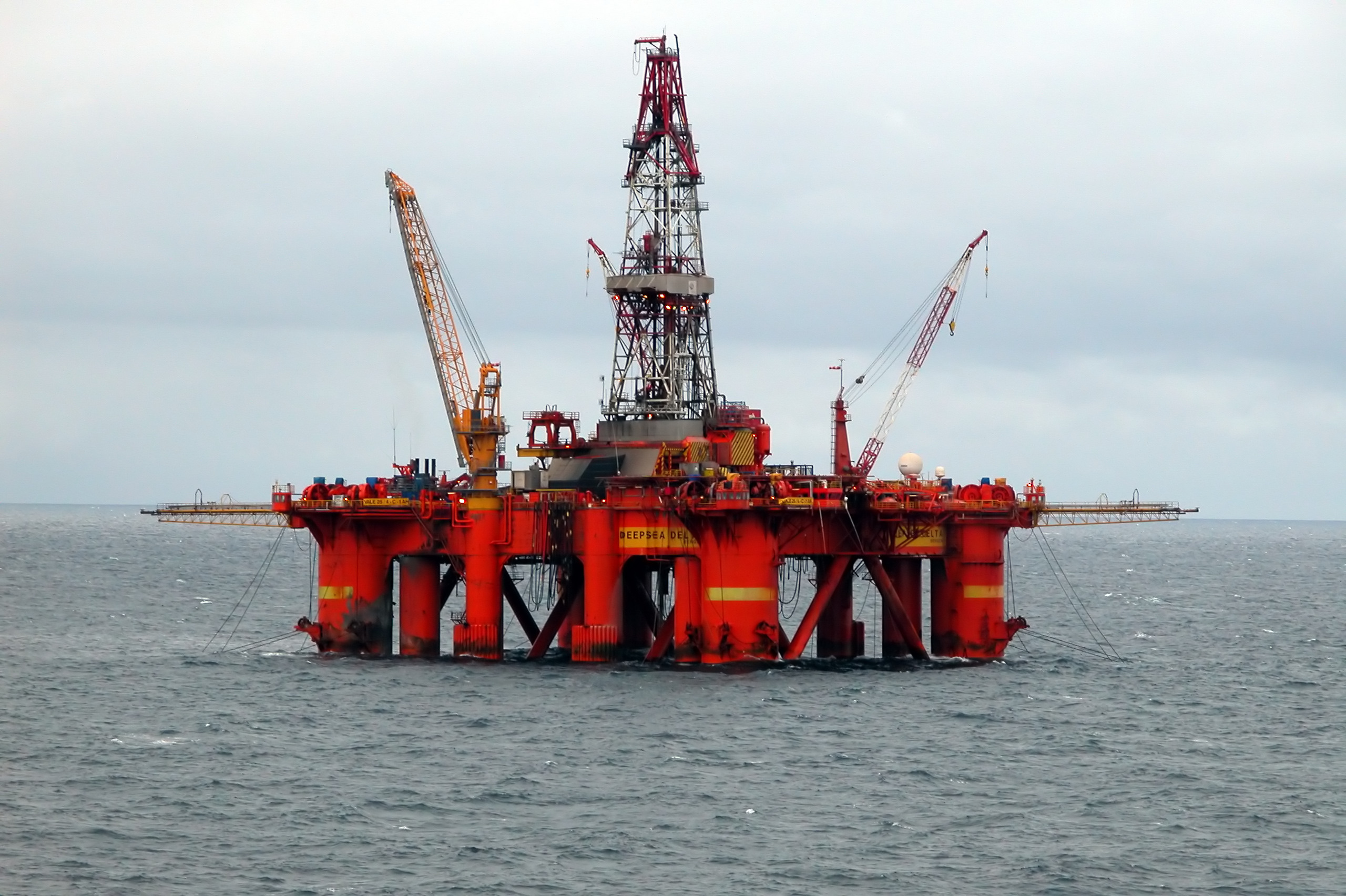
amplasată în Marea Nordului.

Scoția are o economie deschisă mixtă de tip occidental, în strânsă legătură cu restul Regatului Unit și al întregii lumi. Tradițional, economia scoțiană a fost dominată de industria grea susținută de construcții navale în Glasgow, extracția cărbunelui și oțelului⁠(d). Industriile conexe asociate cu extracția de petrol din Marea Nordului,⁠(d) au fost și ele importanți angajatori după anii 1970, în special în partea de nord-est a Scoției.
În februarie 2012, Centrul pentru Economie și Cercetare în Afaceri a concluzionat că „Scoția nu primește nicio subvenție netă” din Regatul Unit, producția fiscală mai mare pe cap de locuitor în Scoția mai mult decât echilibrând cheltuielile publice mai mari pe cap de locuitor. Date mai recente, din 2012-13, arată că Scoția generează de 9,1% (53,1 miliarde de lire; inclusiv cota geografică de venituri din petrolul din Marea Nordului – fără aceasta, cifrele ar fi fost de 8,2% și 47,6 miliarde de lire) din veniturile fiscale ale Regatului Unit și a primit 9,3% (65,2 miliarde de lire) pentru cheltuieli. Deficitul de cheltuieli publice al Scoției, în 2012-13, a fost de 12 miliarde de lire, în creștere cu 3,5 miliarde față de anul precedent; în aceeași perioadă, Regatul Unit și-a scăzut deficitul cu 2,6 miliarde de lire. În ultimii treizeci de ani, Scoția a contribuit cu un excedent bugetar relativ de aproape  20 miliarde de lire la economia Regatului Unit.În cel de-al treilea trimestru din 2015, economia scoțiană a crescut cu 0,1%, sub valoarea de 0,4% înregistrată în Regatul Unit. În septembrie 2015, rata șomajului în Scoția era de 5,9%, mai ridicată ca cea de 5,5% la nivelului Regatului Unit, în timp ce rata de ocupare din Scoția, de 74% era mai mare decât cea de la nivelul Regatului Unit, de 73,5%. Dezindustrializarea din deceniile anilor 1970 și 1980 a adus o schimbare a atenției de la o producție la o economie orientată pe servicii.

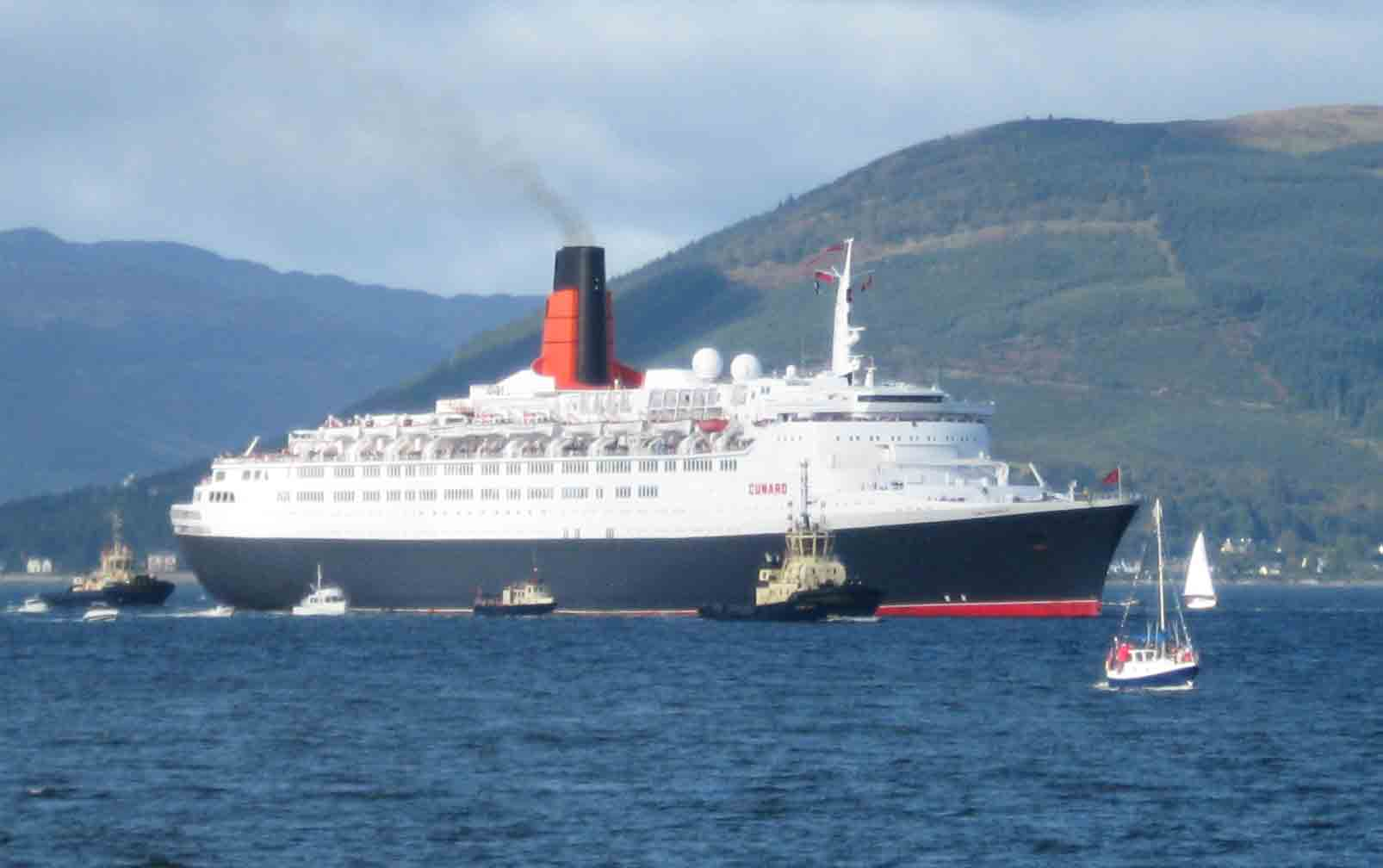
Industria scoțiană a construcțiilor navale produce nave de clasă mondială, între care ' (foto)

Edinburgh este centrul serviciilor financiare din Scoția, multe mari firme de finanțe avându-și acolo sediul, între care: Lloyds Banking Group (proprietarii HBOS); precum și Royal Bank of Scotland și Standard Life⁠(d), aflate în proprietate publică. Edinburgh s-a clasat pe locul 15 în lista centrelor financiare mondiale în 2007, dar a căzut pe locul 37 în anul 2012, după ce reputația sa a avut de suferit, iar în 2016 a fost clasat pe locul 56 din 86.
În 2014, totalul exporturilor din Scoția (cu excepția comerțului intra-britanic) erau estimate la 27,5 miliarde de lire. Principalele bunuri și servicii de export ale Scoției sunt whisky, electronicele și serviciile financiare. Statele Unite ale Americii, Țările de Jos, Germania, Franța și Norvegia reprezintă principalele piețe de export. Produsul Intern Brut (PIB) al Scoției, inclusiv cu petrolul și gazele produse în apele teritoriale scoțiene, a fost estimat la 150 miliarde de lire sterline pentru anul calendaristic 2012. Dacă Scoția ar deveni independentă, acesta va deține 95% din rezervele de petrol și gaze actuale ale Regatului Unit, dacă acestea ar fi împărțite din punct de vedere geografic, folosind o linie mediană de la granița anglo-scoțiană. În cazul în care rezervele ar fi împărțite după populație, această cifră ar putea fi redusă la 9%.
Whisky-ul este una din cele mai cunoscute mărfuri de export din Scoția. Exporturile au crescut cu 87% în deceniul de până la 2012 și au fost evaluate la 4,3 miliarde de lire în 2013, adică 85% din totalul alimentelor și băuturilor exportate din Scoția. Industria susține în jur de 10.000 de locuri de muncă direct și 25.000 indirect. Poate contribui însă cu doar 400-682 milioane de lire la bugetul scoțian, și nu cu cifre de ordinul miliardelor de lire, întrucât peste 80% din whisky-ul produs este deținut de către companii din afara Scoției.
Un briefing publicat în 2002 de către Centrul de Informații al Parlamentului Scoțian (SPICe) pentru Comisia Parlamentară pentru Întreprinderi și Educație pe Tot Parcursul Vieții, preciza că turismul reprezenta până la 5% din PIB și ocupa 7,5% din forța de muncă.

### Moneda
Deși Banca Angliei este banca centrală pentru Regatul Unit, există trei bănci de compensare⁠(d) în Scoția, care emit bancnote Sterling: Bank of Scotland⁠(d); Royal Bank of Scotland; și Clydesdale Bank⁠(d). Valoarea bancnotelor scoțiene aflate în circulație în anul 2013 era de 3,8 miliarde de lire; subscrise de Banca Angliei cu fonduri depuse de către fiecare bancă de compensare, conform Legii Bancare (2009), în scopul de a acoperi valoarea totală a acestor bancnote aflate în circulație.

### Sistemul sanitar

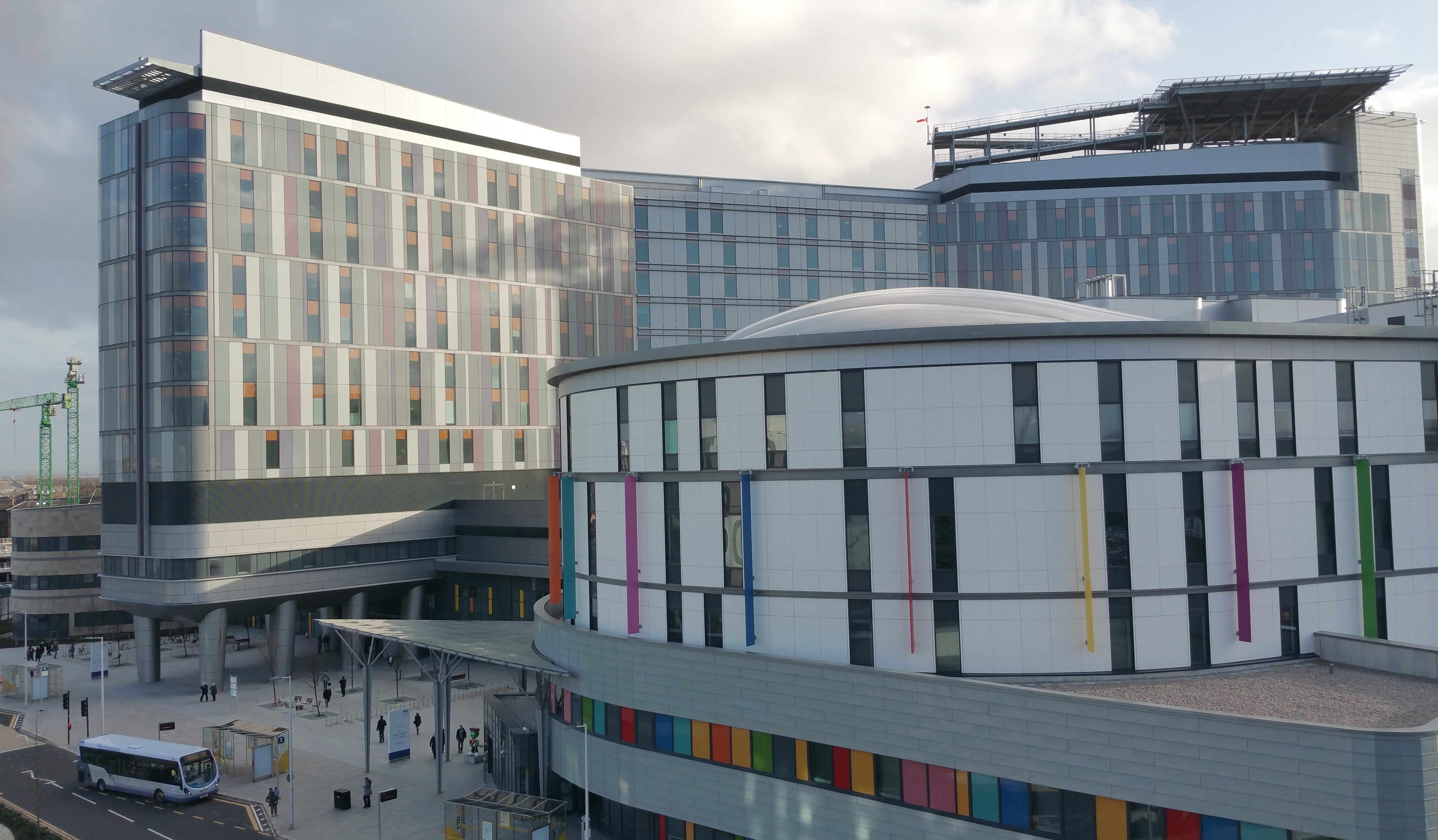
Spitalul Universitar Regina Elisabeta, Glasgow

Asistența medicală în Scoția este asigurată în principal de către NHS Scoția, sistemul public sanitar. Acesta a fost înființat prin Legea Serviciului Național de Sănătate (Scoția) din 1947 (ulterior abrogată și înlocuită cu Legea Serviciului Național de Sănătate (Scoția) din 1978), care a intrat în vigoare la 5 iulie 1948 pentru a coincide cu lansarea NHS, în Anglia și Țara Galilor. Cu toate acestea, chiar înainte de 1948, jumătate din teritoriul Scoției era deja acoperit de scheme de îngrijire sanitară finanțate de stat, furnizate de Highlands and Islands Medical Service⁠(d). Politica sanitară și finanțarea ei este responsabilitatea Direcțiilor de Sănătate⁠(d) din cadrul Guvernului Scoției. Actualul secretar de cabinet pentru Sănătate și Bunăstare⁠(d) este Alex Neil⁠(d), iar directorul general (DG) pentru sănătate și director executiv al NHS Scoția este Paul Gray.
În 2008, NHS Scoția avea circa 158.000 de angajați, inclusiv peste 47.500 de asistente medicale, moașe și vizitatori sanitari și peste 3.800 de consultanți. În plus, există, de asemenea, peste 12.000 de medici, medici de familie si profesioniști sanitari asociați, respectiv stomatologi, opticieni și farmaciști comunitari, care funcționează ca antreprenori independenți, oferind o gamă largă de servicii în cadrul NHS, fiind remunerați prin taxe și indemnizații. Aceste taxe și indemnizații au fost eliminate în mai 2010, rețetele fiind în întregime gratuite, deși medicii stomatologi și opticienii pot percepe aceste sume dacă gospodăria pacientului câștigă peste o anumită sumă, adică circa 30.000 de lire pe an.

### Educație

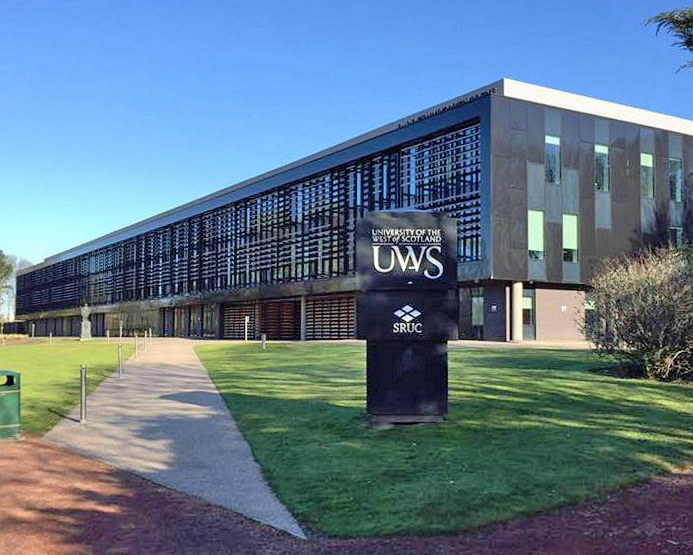
Universitatea de Vest din Scoția, Ayr Campus

Sistemul de învățământ scoțian este diferit față de restul Regatului Unit.„Curriculumul pentru Excelență⁠(d)” oferă cadrul curricular pentru copiii și tinerii cu vârste de la 3 la 18 ani. Toți copiii de 3 și 4 ani din Scoția au dreptul la un loc gratuit în grădinițe. Învățământul primar formal începe la aproximativ 5 ani și durează 7 ani (P1–P7); copiii din Scoția studiază pentru calificări Standard Grade⁠(d), sau Intermediate⁠(d) între 14 și 16 ani. Acestea sunt însă în curs de eliminare și înlocuire cu calificările naționale ale Curriculumului pentru Excelență. Vârsta de absolvire a școlii este 16 ani, după care elevii pot alege să rămână în școală și să studieze pentru calificările Access⁠(d), Intermediate⁠(d) sau Higher⁠(d) și Advanced Higher⁠(d). Un număr mic de elevi de la anumite școli independente⁠(d) private pot urma sistemul englez și să studieze în schimb spre nivelurile General Certificate of Secondary Education⁠(d), A⁠(d) și AS⁠(d).
Există cincisprezece universități scoțiene⁠(d), dintre care unele sunt printre cele mai vechi din lume. Printre acestea se numără Universitatean St Andrews, Universitatea din Glasgow⁠(d), Universitatea din Aberdeen⁠(d) și Universitatea din Edinburgh—dintre care multe sunt clasate printre cele mai bune din Regatul Unit. Proporțional, Scoția are mai multe universități în top 100 al QS' World University Rankings pe anul 2012 decât orice altă țară. Aici se produce 1% din cercetarea publicată din lume, dar trăiește doar 0,1% din populația lumii, și instituțiile de învățământ superior reprezintă 9% din sectorul de exporturi de servicii al Scoției. Curțile Universitare din Scoția sunt singurele organisme din țară autorizate să atribuie grade universitare.
Taxa de școlarizare este gestionată de către Student Award Agency Scotland (SAAS), care nu percepe taxe de învățământ pentru ceea ce definește ca „tinerii studenți”. Tinerii studenți sunt definiți ca persoane sub 25 de ani, fără copii, necăsătorite, neimplicate în parteneriat civil sau coabitare, care nu au fost în afara de sistemului de învățământ full-time timp de mai mult de trei ani. Există taxe pentru care nu corespund acestei definiții, de obicei, de la 1200 la 1800 de lire pentru cursuri universitare, în funcție de anul intrării și tipul de calificare. Studiile postuniversitare pot costa până la 3400 de lire. Sistemul este în vigoare din 2007, atunci când a fost reformat sistemul de finanțare a educației. Purtătoarea de cuvânt pe teme de educație a Partidului Laburist, Rhona Brankin⁠(d), critica sistemul scoțian pentru incapacitatea sa de a se adresa studenților săraci. Scoția are mai puțini elevi din categorii sociale defavorizate decât Anglia, Țara Galilor sau Irlanda de Nord și aceștia primesc în jur de 560 de lire pe an, un sprijin financiar mai modest decât omologii lor din Anglia.
Universitățile din Scoția sunt completate la capitolul educație superioară cu 43 de colegii. Colegiile oferă National Certificate, Higher National Certificate și Higher National Diploma. Aceste distincții de grup, alături de calificările vocaționale, au scopul de a asigura că populația Scoției are aptitudinile și cunoștințele necesare pentru a satisface nevoile pieței muncii. În 2014, rapoartele de cercetare ale Biroului Național de Statistică au constatat că Scoția a fost cea mai educată țară din Europa și printre cele mai bine-educate din lume în termeni de învățământ superior, aproximativ 40% din scoțienii cu vârste între 16-64 de ani fiind educați cel puțin la nivelul NVQ 4⁠(d). Pe baza datelor originare pentru regiunile statistice ale UE⁠(d), toate cele patru regiuni scoțiene s-au clasat în mod semnificativ peste media europeană la terminarea educației de nivel terțiar la categoria de vârstă 25 - 64 ani.

## Cultura
Muzica scoțiană⁠(d) este un aspect semnificativ al culturii naționale, cu atât influențe atât tradiționale cât și moderne. Un celebru instrument tradițional scoțian este cimpoiul mare highlandez⁠(d), un instrument de suflat, format din trei țevi de ton fix și o țeavă melodică, alimentate permanent din rezerva de aer ținută într-un sac. Formațiile de cimpoaie⁠(d), cu cimpoaie și diferite tipuri de tobe, ce prezintă stiluri de muzică scoțiană tradițională și creând altele noi, s-au răspândit în întreaga lume. Clàrsach⁠(d) (harpa), vioara⁠(d) și acordeonul sunt și ele instrumente tradiționale scoțiene, cele două din urmă frecvent folosite de formațiile de dansuri populare scoțiene⁠(d). Există multe formații și artiști scoțieni de succes în diferite stiluri, între care Annie Lennox, Amy Macdonald, Runrig⁠(d), Boards of Canada, Cocteau Twins, Deacon Blue⁠(d), Franz Ferdinand, Susan Boyle, Emeli Sandé, Texas⁠(d), The View⁠(d), The Fratellis, Twin Atlantic⁠(d) și Biffy Clyro⁠(d). Alți muzicieni scoțieni sunt Shirley Manson, Paolo Nutini⁠(d) și Calvin Harris.

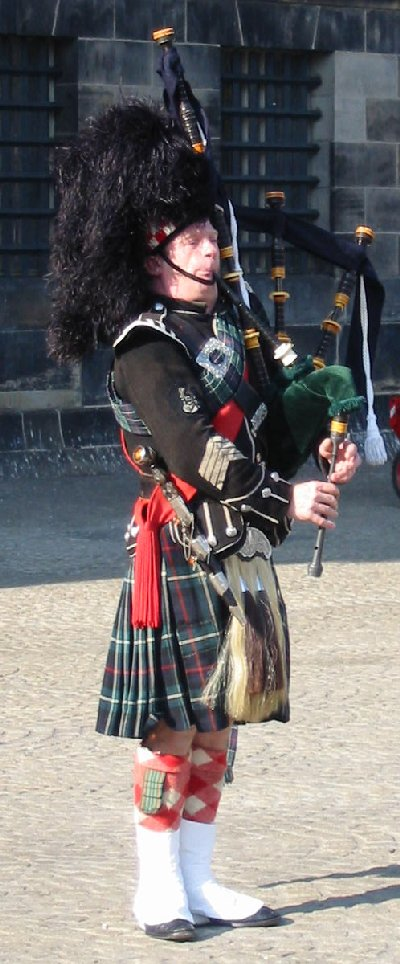
Cimpoier cântând la un

Scoția are o tradiție literară ce datează din Evul Mediu Timpuriu. Cele mai vechi opere literare păstrate până astăzi și scrise în actuala Scoție sunt în dialectul briton din secolul al VI-lea, dar acestea sunt păstrate ca parte a literaturii galeze⁠(d). Literatura medievală ulterioară cuprinde lucrări în limba latină, gaelică, engleza veche și franceză. Primul text mai amplu păstrat până astăzi și scris în limba scots timpurie⁠(d) este poemul epic din secolul XIV-lea al poetului John Barbour⁠(d), intitulat Brus⁠(d), care descrie viața lui Robert I, poem urmat imediat de o serie de versuri și proză în limba populară. În secolul al XVI-lea, patronajul  coroanei a ajutat la dezvoltarea teatrului și poeziei scoțiene, dar accederea lui Iacob al VI-lea la tronul englez a eliminat un important centru de patronaj literar și limba scots a fost marginalizată ca limbă literară. Interesul față de literatura scoțiană a fost revigorat în secolul al XVIII-lea de figuri ca James Macpherson, al cărui Ciclu Ossian l-a făcut primul poet scoțian cu reputație internațională și a avut o influență majoră asupra iluminismului european. L-a influențat puternic și pe Robert Burns, pe care mulți îl consideră poet național, și pe Walter Scott, ale cărui romane cu Waverley⁠(d) au contribuit mult la definirea identității scoțiene în secolul al XIX-lea. Spre sfârșitul epocii victoriene, mai mulți autori de origine scoțiană au căpătat reputație internațională ca scriitori de limba engleză, între care Robert Louis Stevenson, Arthur Conan Doyle, J. M. Barrie și George MacDonald⁠(d). În secolul al XX-lea, Renașterea Scoțiană⁠(d) a adus un val de activitate literară și încercările de a recâștiga limba scots ca mediu de literatură serioasă. După membrii acestei mișcări a urmat de o nouă generație de poeți postbelici, inclusiv Edwin Morgan⁠(d), care avea să devină primul Makar⁠(d) de limbă scots numit de guvernul Scoției în 2004. Din 1980, literatura scoțiană a trecut printr-o puternică renaștere, în special asociată cu un grup de scriitori, din care face parte Irvine Welsh⁠(d). O importantă poetă scoțiană apărută în aceeași perioadă este Carol Ann Duffy⁠(d), care, în mai 2009, a devenit prima scoțiană cu titlul de Poet Laureat⁠(d) la nivelul Regatului Unit.
Ca națiune celtică, Scoția și cultura scoțiană sunt reprezentate la evenimentele interceltice din țară și din străinătate. Scoția găzduiește mai multe festivaluri de muzică, dintre care Celtic Connections⁠(d) (Glasgow), și Hebridean Celtic Festival⁠(d) (Stornoway). Festivaluri ce sărbătoresc cultura celtică, cum ar fi Festival Interceltique de Lorient⁠(d) (Bretania), Pan Celtic Festival⁠(d) (Irlanda), și National Celtic Festival (Portarlington⁠(d), Australia), prezintă elemente de cultură scoțiană, cum ar fi limba, muzica și dansul.

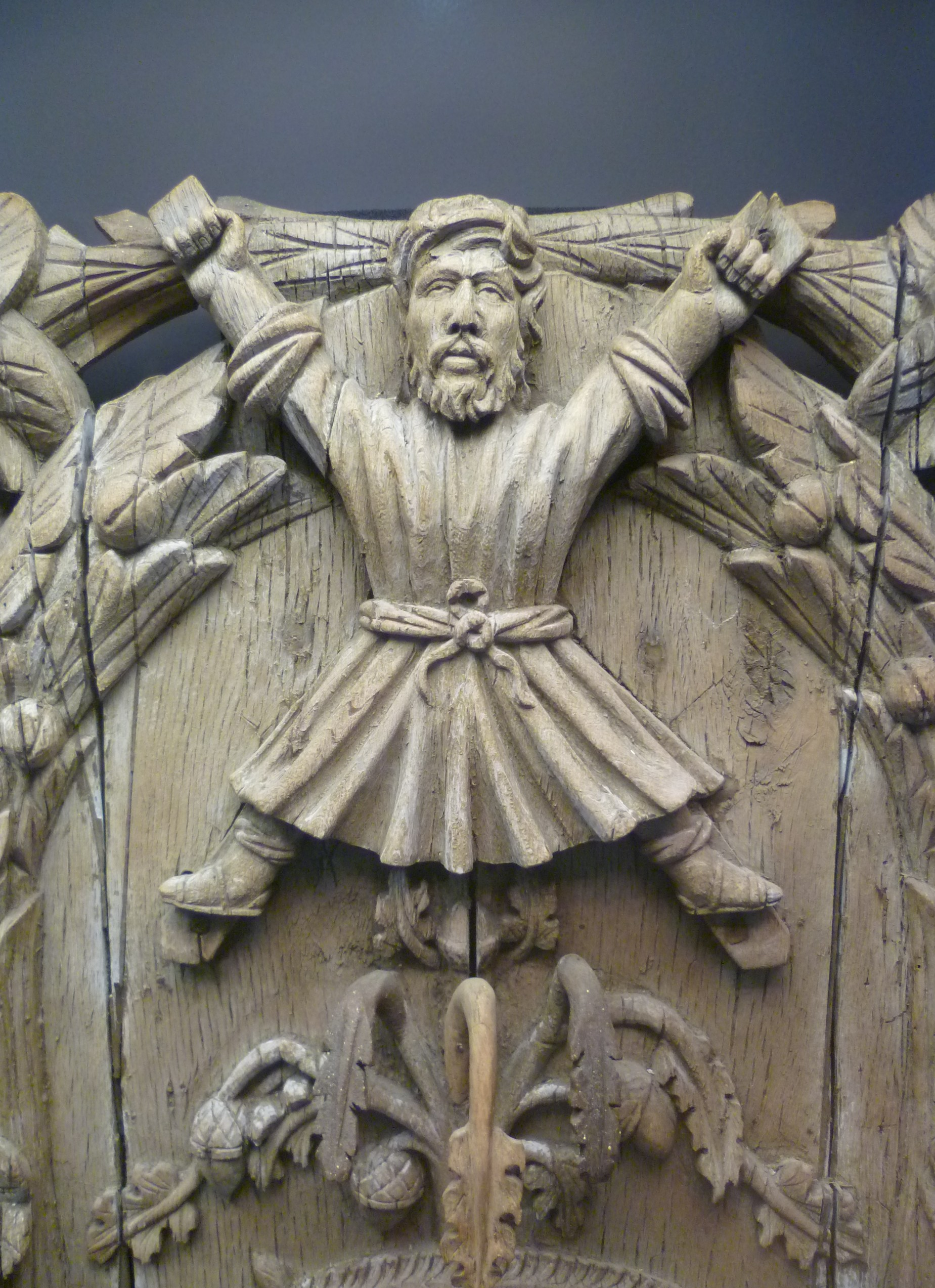
Sfântul Andrei, reprezentat pe o stemă de secolul al XVI-lea, a burgh-ului St Andrews

Imaginea sfântului Andrei, martirizat pe o cruce în forma de X, a apărut pentru prima dată în Regatul Scoției în timpul domniei lui William I.  În urma decesului regelui Alexandru al III-lea în 1286, imaginea sfântului Andrei a apărut pe sigiliul Gardienilor Scoției,⁠(d) care au preluat controlul asupra regatului în timpul interregnului care a urmat. Utilizarea unui simbol simplificat asociat cu acesta, anume crucea sfântului Andrei, își are originile la sfârșitul secolului al XIV-lea; Parlamentul Scoției⁠(d) a decretat în 1385 că soldații scoțieni vor purta o cruce a sfântului Andrei albă pe tunică, atât în față, cât și în spate. Utilizarea unui fundal albastru pentru crucea sfântului Andrei pare a data cel mai devreme din secolul al XV-lea. Din 1606, crucea sfântului Andrei a format și parte a designului drapelului uniunii. Există numeroase alte simboluri și obiecte simbolice, atât oficiale cât și neoficiale, între care ciulinul⁠(d), floarea națională⁠(d) (sărbătorită în cântecul, The Thistle o' Scotland⁠(d)), Declarația de la Arbroath⁠(d), care cuprinde o declarație de independență politică făcută pe 6 aprilie 1320, modelele textile de pe tartan⁠(d), care de multe ori simbolizează un anumit clan scoțian⁠(d) și drapelul cu leul cabrat⁠(d). Locuitorii highlandului îi datorează lui James Graham, al 3-lea duce de Montrose⁠(d), abrogarea în 1782 a legii din 1747 ce interzicea purtarea tartanului.
Deși nu există oficial niciun imn național al Scoției⁠(d), cântecul folk Flower of Scotland compus în anii 1960 este intonat la ocazii speciale și la evenimente sportive cum ar fi meciurile de fotbal și rugby ale echipelor naționale ale Scoției, iar din 2010 este intonat și la Jocurile Commonwealth-ului după ce a fost votat de o mare parte a sportivilor scoțieni. Alte cântece actualmente mai puțin populare care candidează la titlul de imn național al Scoției sunt Scotland the Brave⁠(d), Highland Cathedral⁠(d), Scots Wha Hae⁠(d) și A Man's A Man for A'That⁠(d).
Ziua sfântului Andrei, 30 noiembrie, este ziua națională, deși și Noaptea lui Burns⁠(d) tinde să fie sărbătorită pe scară largă, în special în afara Scoției. În 2006, Parlamentul Scoțian a adoptat legea declarării zilei de sfântul Andrei ca sărbătoare națională⁠(d), ziua devenind zi nelucrătoare începând cu anul 2007. Ziua Tartanului⁠(d) este o inovație recentă din Canada.
Animalul național al Scoției este inorogul, care a fost un simbol heraldic scoțian din secolul al XII-lea.

## Mass-media

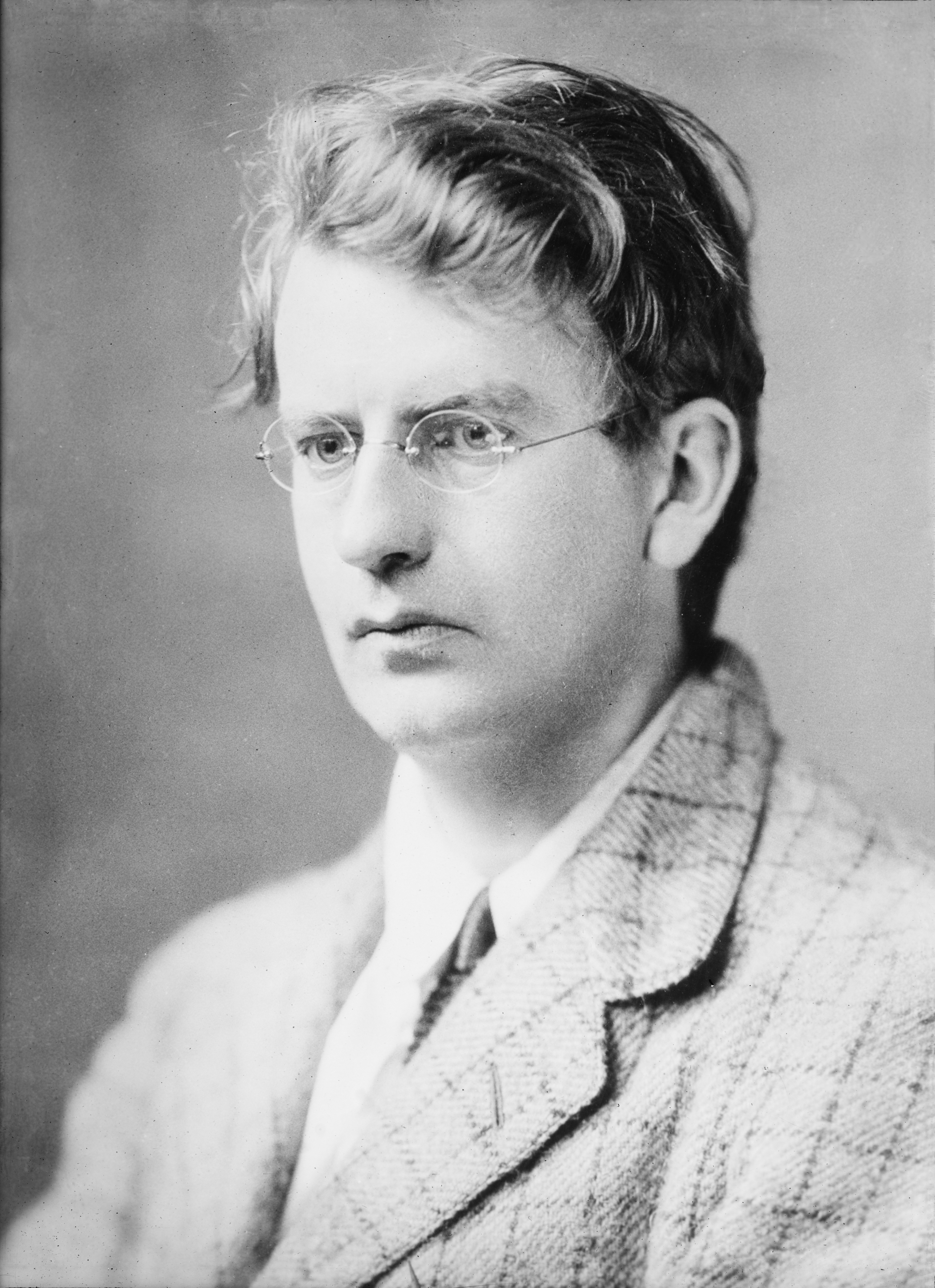
Inventatorul scoțian John Logie Baird a demonstrat primul sistem de televiziune funcțional la 26 ianuarie 1926.

Ziare naționale britanice, ca Daily Record, The Herald⁠(d), și The Scotsman⁠(d) sunt toate produse în Scoția. Între cotidianele regionale importante se numără Evening News⁠(d) din Edinburgh, The Courier⁠(d) în Dundee pentru zona de est, și The Press and Journal⁠(d), ce deservește Aberdeenul și nordul. Scoția este reprezentată la Festivalul Celtic de Media⁠(d), care prezintă filme și emisiuni de televiziune din țările celtice. Participanții scoțieni au câștigat multe premii la acest festivalul de la debutul său în 1980.
Televiziunea din Scoția este în mare parte aceeași ca în tot Regatul Unit, dar postul național este BBC Scotland⁠(d), element constitutiv al British Broadcasting Corporation, radiodifuziunea publică a Regatului Unit. Aceasta administrează, printre altele, trei posturi de televiziune⁠(d) și de radio naționale, BBC Radio Scotland⁠(d) și BBC Radio nan Gàidheal⁠(d). Scoția are și unele programe în limba gaelică. BBC Alba este postul național în limba gaelică. Principalul post de televiziune comercial este STV⁠(d).

## Sport

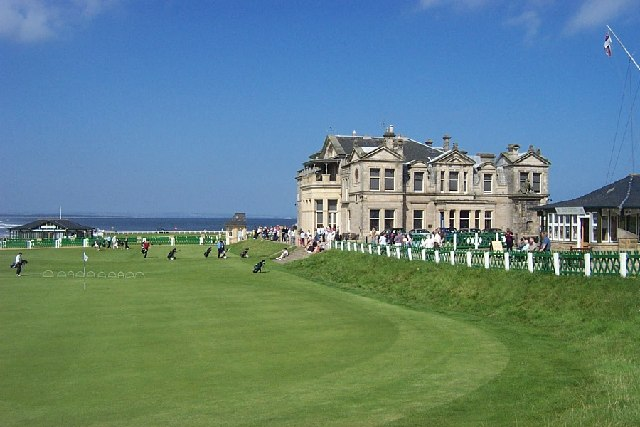

Scoția găzduiește propriile competiții sportive naționale și are reprezentare independentă la mai multe evenimente sportive internaționale, între care Cupa Mondială FIFA, Cupa Mondială de Rugby, Cupa Mondială de Rugby în XIII⁠(d), Cupa Mondială de Cricket⁠(d), Cupa Mondială de Netball⁠(d) și Jocurile Commonwealth-ului. Scoția are propriile sale organe naționale de conducere, cum ar fi Scottish Football Association (a doua cea mai veche asociație națională de fotbal din lume) și Scottish Rugby Union⁠(d). Diverse variante de fotbal s-au jucat în Scoția timp de secole, cea mai timpurie referință datând de la 1424. Fotbalul este cel mai popular sport, și Cupa Scoției este cel mai vechi trofeu național din lume.
Scoția a participat la primul meci internațional de fotbal din istorie, în 1872 împotriva Angliei. Meciul a avut loc la Hamilton Crescent⁠(d), Glasgow, sediul West of Scotland Cricket Club⁠(d). Cluburile scoțiene au avut succese și în competițiile europene, Celtic câștigând Cupa Campionilor Europeni în 1967, iar Rangers și Aberdeen câștigând Cupa Cupelor în 1972 și, respectiv, 1983, Aberdeen, câștigând apoi și Supercupa Europei în 1983.
Cum jocul modern de golf își are originea în Scoția secolului al XV-lea, țara este promovată ca fiind casa golfului⁠(d). Pentru mulți jucători de golf, Old Course⁠(d) din orașul St Andrews din Fife, un vechi teren de links⁠(d) curs datând dinainte de 1574, este considerat loc de pelerinaj. În 1764, terenul standard de 18 găuri a fost creat la St Andrews, atunci când membrii au terenul de la 22 la 18 găuri. Cel mai vechi turneu de golf, și primul turneu major, este The Open Championship⁠(d), desfășurat pentru prima dată la 17 octombrie 1860 la Prestwick Golf Club, în Ayrshire, jucătorii de golf scoțieni câștigând primele turnee majore. Există multe alte terenuri de golf renumite în Scoția, între care Carnoustie⁠(d), Gleneagles⁠(d), Muirfield⁠(d), și Royal Troon Golf Club⁠(d). Alte caracteristici distinctive ale culturii sportive naționale sunt Highland Games, curlingul și shinty⁠(d). În box, Scoția a avut 13 campioni mondiali, între care Ken Buchanan⁠(d), Benny Lynch⁠(d) și Jim Watt⁠(d).
Scoția a concurat la toate Jocurile Commonwealth-ului din 1930 și a câștigat 356 de medalii în total: 91 de aur, 104 de argint și 161 de bronz. Jocurile Commonwealth-ului au fost organizate la Edinburgh în 1970⁠(d) și 1986⁠(d), și cel mai recent Glasgow în 2014⁠(d).

## Infrastructura

### Drumuri
Autostrăzile și drumurile principale⁠(d) importante sunt gestionate de Transport Scotland⁠(d). Restul rețelei de drumuri este gestionat de autoritățile locale din zonele respective. În zona centurii centrale, trei autostrăzi alcătuiesc un triunghi cu vârfurile în capitala Edinburgh, Glasgow și Stirling, o alta ducând spre nord de la Edinburgh peste Forth Road Bridge⁠(d) până la Perth, și o alta de la Glasgow spre sud către Anglia.

### Transporturi aeriene
Scoția are cinci aeroporturi internaționale (Glasgow, Edinburgh, Aberdeen, Glasgow Prestwick și Inverness), care împreună deservesc 150 de destinații internaționale, funcționând și o mare varietate de zboruri charter. GIP⁠(d) operează aeroportul Edinburgh, iar BAA pe Aberdeen și Glasgow International, în timp ce Highlands and Islands Airports⁠(d) operează 11 aeroporturi regionale, inclusiv cel din Inverness, care deservesc la mai multe locații izolate. Guvernul Scoțian⁠(d) deține Glasgow Prestwick, aeroport achiziționat de la Infratil⁠(d) pentru o sumă nominală.

### Căi ferate

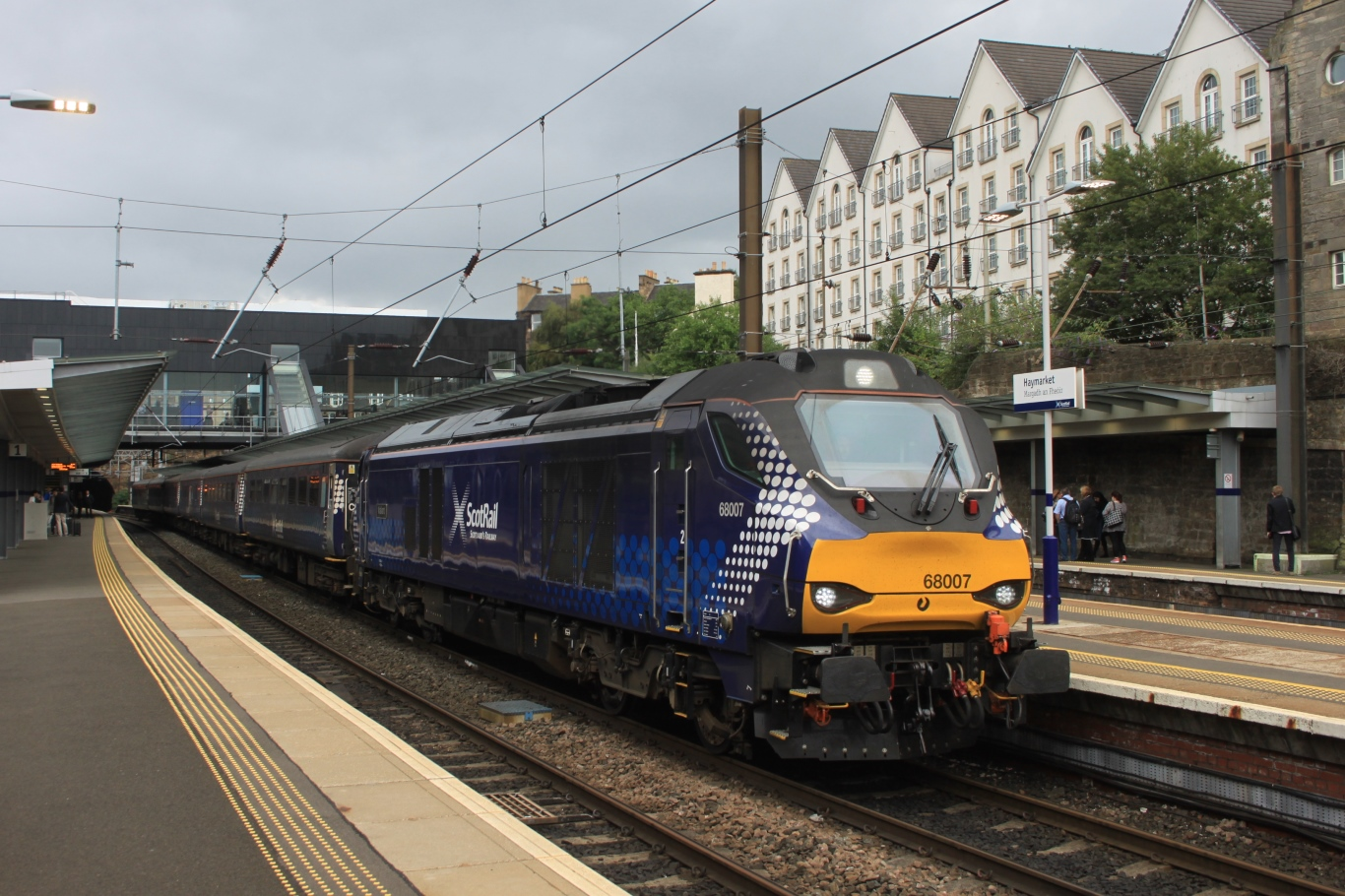
Piața internă a serviciilor feroviare este dominată de

Network Rail Limited deține și operează infrastructuri fixe active ale sistemului feroviar din Scoția, în timp ce Guvernul Scoțian își păstrează întreaga responsabilitate pentru gestiunea și finanțarea transportului feroviar strategic în Scoția. Rețeaua feroviară scoțiană are în jur de 350 de stații de cale ferată și 3.000 km de cale ferată. Pe acestea circulă 89,3 milioane de călători în fiecare an.
East Cost Main Line⁠(d) și West Coast Main Line,⁠(d) principalele linii de cale ferată, conectează marile orașe din Scoția între ele și cu rețeaua de căi ferate din Anglia. Virgin Trains⁠(d) oferă călătorii feroviare inter-city între Glasgow, Edinburgh, Aberdeen, Inverness și Londra. Serviciile feroviare interne din Scoția sunt operate de ScotRail⁠(d). În vremea British Rail, West Coast Main Line din Gara Euston până la Glasgow Central⁠(d) a fost electrificată, la începutul anilor 1970, urmată de East Coast Main Line la sfârșitul anilor 1980. British Rail a înființat și brandul ScotRail⁠(d). Pe când exista British Rail, mai multe linii de cale ferată din Strathclyde au fost electrificate. Strathclyde Passenger Transport Executive a ieșit în prim-plan cu „cea mai mare cale ferată electrificată din afara Londrei”. Unele părți ale rețelei sunt electrificate, dar nu există linii electrificate, în Highlands, Angus, Aberdeenshire, orașele Dundee sau Aberdeen, sau Perth & Kinross, și niciuna dintre insule nu are o legătură feroviară (deși capetele de linie de la Kyle of Lochalsh⁠(d) și Mallaig⁠(d) deservesc mai ales insulele).
East Coast Main Line traversează Firth of Forth peste podul Forth⁠(d). Terminat în 1890, acest pod cu grinzi în consolă a fost descris ca „reper scoțian recunoscut la nivel internațional”. Rețeaua feroviară din Scoția este gestionată de Transport Scotland.

### Pe apă

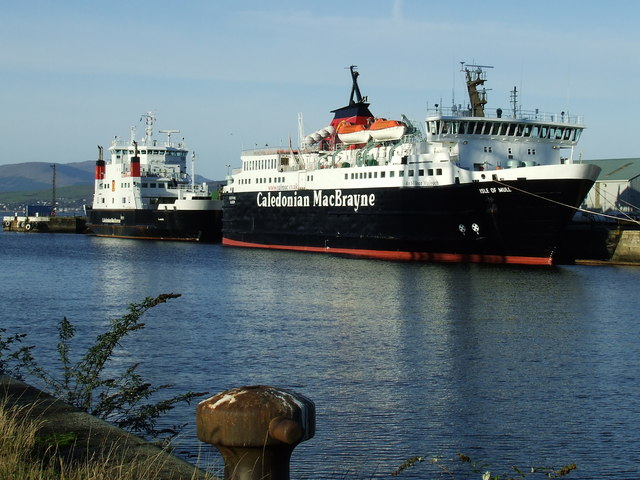
Un feribot la Greenock

Servicii regulate de transport operează între Scoția continentală și insule. Feriboturile care deservesc atât Hebridele⁠(d) interioare, cât și cele exterioare sunt operate în principal de către întreprinderea de stat Caledonian MacBrayne⁠(d).
Serviciile pentru Insulele Nordice⁠(d) sunt operate de Serco Group⁠(d). Alte rute, deservite de mai multe companii, leagă sud-vestul Scoției de Irlanda de Nord. DFDS Seaways⁠(d) operează doar transporturi de marfă de la Rosyth⁠(d), în apropiere de Edinburgh, la Zeebrugge⁠(d), Belgia.
Alte rute sunt operate de către autoritățile locale.

### Monografii specializate
- Brown, Dauvit, (1999) Anglo-French acculturation and the Irish element in Scottish Identity în Smith, Brendan (ed.), Insular Responses to Medieval European Change, Cambridge University Press, pp. 135–53
- Brown, Michael (2004) The Wars of Scotland, 1214–1371, Edinburgh University Press., pp. 157–254
- Dumville, David N. (2001). „St Cathróe of Metz and the Hagiography of Exoticism”. Irish Hagiography: Saints and Scholars. Dublin: Four Courts Press. pp. 172–176. ISBN 978-1-85182-486-1.
- Flom, George Tobias.  Scandinavian influence on Southern Lowland Scotch. A Contribution to the Study of the Linguistic Relations of English and Scandinavian (Columbia University Press, New York. 1900)
- Herbert, Maire (2000). „Rí Érenn, Rí Alban, kingship and identity in the ninth and tenth centuries”.  În Simon Taylor (ed.). Kings, Clerics and Chronicles in Scotland, 500–1297. Dublin: Four Courts Press. pp. 63–72. ISBN 1-85182-516-9.
- MacLeod, Wilson (2004) Divided Gaels: Gaelic Cultural Identities in Scotland and Ireland: c.1200–1650. Oxford University Press.
- Pope, Robert (ed.), Religion and National Identity: Wales and Scotland, c.1700–2000 (University of Wales Press, 2001)
- Sharp, L. W. The Expansion of the English Language in Scotland, (Cambridge University PhD thesis, 1927), pp. 102–325;